# Lockheed Martin F-35 Lightning II
Lockheed Martin F-35 Lightning II – amerykański jednomiejscowy, jednosilnikowy wielozadaniowy samolot myśliwski piątej generacji o obniżonej wykrywalności.
F-35 zaprojektowany został w ramach międzynarodowego programu badawczo-rozwojowego pod nazwą Joint Strike Fighter, który miał na celu zbudowanie maszyny spełniającej wymagania wszystkich rodzajów sił zbrojnych. Program został przeprowadzony pod kierunkiem amerykańskiej korporacji Lockheed Martin w konsorcjum z Northrop Grumman i BAE Systems, z udziałem przedsiębiorstw i instytucji naukowych z siedmiu innych krajów.
Zadaniem samolotu jest wykonywanie misji bliskiego wsparcia, bombardowania precyzyjnego, prowadzenia misji rozpoznania, walki elektronicznej i typowo myśliwskich zadań walki powietrznej. Celem minimalizacji kosztów programu badawczo-rozwojowego oraz późniejszego utrzymania, opracowane zostały trzy przeznaczone dla różnych rodzajów sił zbrojnych odmiany samolotu, których 80% elementów jest wspólne. Samolot konwencjonalnej odmiany CTOL dla sił powietrznych, oznaczony został jako F-35A; samolot krótkiego startu i pionowego lądowania STOVL oznaczony jako F-35B oraz F-35C opracowany do roli samolotu pokładowego dla marynarki wojennej.
Samolot zbudowany jest w układzie średniopłata z pojedynczym silnikiem Pratt & Whitney F135 i radarem AESA III generacji AN/APG-81 oraz zestawem sensorów obejmującym m.in. AN/AAQ-37 EO-DAS.
Mimo wieloletnich opóźnień i nadmiarowego wzrostu kosztów programu, co związane było z zaawansowaniem nowej konstrukcji i koniecznością przełamywania barier technologicznych, po wejściu samolotu do służby w roku 2012, F-35 okazał się sukcesem rynkowym i najszybciej sprzedawanym samolotem wojskowym na świecie.

## Historia

### Geneza

#### Joint Advanced Strike Technology
Wraz z zakończeniem na początku lat 90. XX w. zimnej wojny ograniczone zostały wydatki Stanów Zjednoczonych na uzbrojenie. Po upadku Związku Radzieckiego zaczęto szukać oszczędności, a wiele programów zbrojeniowych anulowano lub ograniczono. Rozpoczęty w 1991 roku program Multi Role Fighter (MRF), mający na celu budowę następcy używanych przez United States Air Force samolotów General Dynamics F-16 Fighting Falcon, zakończono w 1993 roku. Podobny los spotkał programy A-X, który miał wyłonić wspólny dla sił powietrznych i United States Navy samolot uderzeniowy – przyszły następca maszyn Grumman A-6 Intruder, General Dynamics F-111, McDonnell Douglas F-15E Strike Eagle i Lockheed F-117 Nighthawk – oraz A/F-X, który miał na celu wyłonienie również dla US Air Force i marynarki wielozadaniowego samolotu myśliwskiego. Tendencja, aby nowe konstrukcje spełniały wymagania wszystkich trzech rodzajów sił zbrojnych posiadających własne floty powietrzne (marynarki, US Air Force oraz United States Marine Corps) pojawiła się już na początku lat 50. XX wieku, kiedy zaprojektowany dla potrzeb US Air Force samolot North American F-86 Sabre przystosowano do roli maszyny pokładowej. Samoloty projektowane pod kątem wymagań wszystkich potencjalnych użytkowników mogły w znaczący sposób przyczynić się do obniżenia kosztów ich budowy. Niestety często wzajemnie wykluczające się wymagania powodowały, że maszyn bojowych używanych przez wszystkie rodzaje sił zbrojnych praktycznie nie było. Wyjątkiem jest McDonnell Douglas F-4 Phantom II, aczkolwiek i on pierwotnie powstał na zlecenie marynarki wojennej.
23 lutego 1993 roku Departament Obrony rozpoczął tzw. Bottom-Up Review (BUR), analizę dostosowania sił zbrojnych do działań według nowej doktryny obronnej, obowiązującej w zmienionej po upadku Związku Radzieckiego sytuacji polityczno-militarnej. We wrześniu 1993 roku ogłoszono wnioski z analizy BUR. Jednym z nich była potrzeba maksymalnej unifikacji sprzętu sił zbrojnych (w tym lotnictwa). Takie rozwiązanie miało obniżyć koszty opracowania i budowy nowych konstrukcji oraz cenę jednostkową. Na podstawie analizy BUR we wrześniu 1993 roku programy MRF i A/F-X uległy kasacji, a w ich miejsce powołano do życia program Joint Advanced Strike Technology (JAST – Wspólna Zaawansowana Technika Uderzeniowa). Program JAST formalnie rozpoczął się 27 stycznia 1994 roku. Jego celem było nie tyle opracowanie gotowego samolotu dla US Air Force, US Navy i US Marine Corps, nowego uzbrojenia i awioniki, ile przetestowanie w praktyce technologii i rozwiązań konstrukcyjnych dla nowej maszyny, której oblot planowano na mniej więcej 1997 rok, a wejście do służby w ostatecznej wersji, będącej owocem prac programu JAST, na 2010 rok. Równie ważnym celem było zmniejszenie kosztów opracowania i wdrożenia do produkcji nowych technologii. W rezultacie JAST miał zakończyć się budową maszyny CTOL, która w siłach powietrznych uzupełniałaby F-22 oraz zastąpiłaby F-16 i A-10, a także maszyny typu STOVL dla US Marine Corps i Royal Navy, jako następcy Harrierów i F/A-18A–D oraz samolotu o konwencjonalnych cechach startu i lądowania dla lotniskowców US Navy, który zastąpiłby F/A-18E/F. 2 września 1994 roku Departament Obrony ogłosił wezwanie do składania propozycji prac studyjnych nad nową technologią (Request for Proposal). 22 grudnia tego samego roku ogłoszono listę dwudziestu czterech firm, z którymi podpisano wstępne kontakty w ramach fazy określanej mianem Concept Definition and Design Research. Wśród wykonawców znalazły się między innymi Boeing Defence and Space Group, McDonnell Douglas Aerospace, Northrop Grumman i Lockheed Corporation. Łącznie przyznano kontrakty na sumę rzędu 140 miliardów USD. Główne różnice pomiędzy projektami dotyczyły wyboru konfiguracji napędu dla wersji STVOL. Boeing zaproponował najbardziej klasyczne rozwiązanie znane pierwotnie jako Configuration AVX-70, bardzo podobne do zastosowanego w konstrukcji Harriera: silnik z dodatkowymi ruchomymi dyszami, odchylanymi w celu zmiany wektora ciągu. Northrop Grumman zaproponował rozwiązanie znane z radzieckich samolotów Jak-141 i Jak-36: na końcu silnika marszowego umieszczono ruchomą dyszę odchylaną do dołu oraz wspomagający pionowy start i lądowanie dodatkowy, umieszczony pionowo silnik za kabiną pilota. Najbardziej innowacyjne było rozwiązanie zaproponowane przez Lockheeda i McDonnella. Lockheed w projekcie znanym jako Configuration 100 zaproponował umieszczenie tuż za kabiną pilota wentylatora napędzanego wałem dostarczającym moc od silnika głównego. Podobne rozwiązanie przyjął McDonnell w swojej propozycji znanej jako Configuration 1, tyle że w jego projekcie umieszczona za kabiną turbina napędzana miała być gazami odprowadzanymi z silnika głównego.

#### Common Affordable Lightweight Fighter
W 1983 roku DARPA (Agencja Zaawansowanych Obronnych Projektów Badawczych, znana wówczas pod nazwą Advanced Research Projects Agency – Agencja Zaawansowanych Projektów Badawczych) rozpoczęła program Advanced Short Take-Off/Vertical Landing (ASTOVL). Program miał na celu opracowanie technologii potrzebnych do budowy naddźwiękowego samolotu zdolnego zastąpić AV-8B używane przez United States Marine Corps i Harriery II Royal Air Force. W 1986 roku podpisano stosowne porozumienie o rozpoczęciu współpracy pomiędzy Royal Aircraft Establishment (obecnie Defence Evaluation and Research Agency), a DARPA. W 1987 roku program przekazano Lockheedowi, który w swoim oddziale nieoficjalnie zwanym Skunk Works, opracowywał z pomocą NASA konstrukcję naddźwiękowego samolotu myśliwskiego o właściwościach STOVL. Lockheed zaproponował stworzenie wspólnej dla US Marine Corps, US Navy i US Air Force platformy bojowej o właściwościach STOVL w ramach programu STOVL Strike Fighter (SSF). Obok cech skróconego startu i lądowania nowy samolot charakteryzowałby się również właściwościami stealth. W 1993 roku program SSF zmienił nazwę i stał się programem Common Affordable Lightweight Fighter (CALF). Nowy program miał na celu stworzenie wspólnej platformy dla Royal Navy i US Marine Corps oraz lekkiego samolotu myśliwskiego dla US Air Force. W 1994 roku doszło do ponownej zmiany nazwy programu na Affordable Lightweight Fighter (ALF).

#### Joint Strike Fighter (JSF)

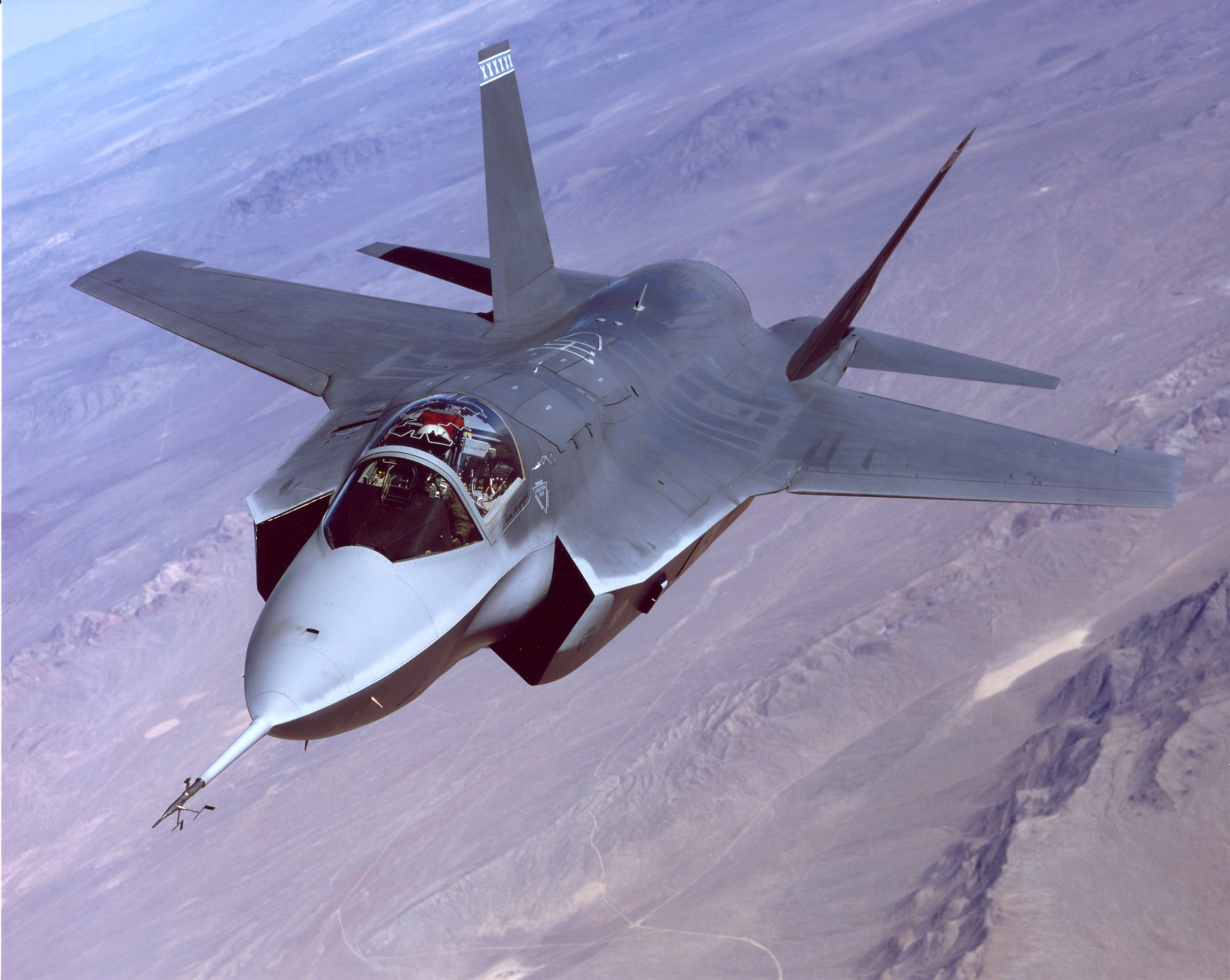
X-35A podczas testów w bazie Edwards

W październiku 1995 roku amerykański kongres podjął decyzję o połączeniu programów JAST i CALF. W czerwcu 1996 roku połączony program otrzymał dzisiejszą nazwę Joint Strike Fighter. W marcu 1996 roku określono ostateczne wymagania, jakie musi spełniać nowy samolot, ogłaszając kolejne Request for Proposal. Na wstępie programu określano zapotrzebowanie na nowy samolot w wysokości 3002 sztuk. Z czego 1763 egzemplarzy przeznaczonych dla US Air Force miało zastąpić maszyny A-10 i F-16. Kolejne 480 przeznaczonych dla US Navy zastąpiłoby maszyny F/A-18C/D. 609 samolotów zakupiłaby piechota morska, wycofując swoje AV-8B i F/A-18. 150 maszyn weszłoby na uzbrojenie Royal Navy wycofującej swoje Harriery. Cały program został podzielony na dwie wstępne fazy. Pierwsza z nich określana mianem Concept Demonstration Programme (CDP) miała zakończyć się budową latającego demonstratora zastosowanych w projekcie i przyszłym seryjnym samolocie technologii i rozwiązań konstrukcyjnych. Druga faza, określana mianem Preferred Weapon System Concept (PWSC – preferowana konfiguracja wersji bojowej) miała na celu przedstawienie konfiguracji zastosowanego w projekcie wyposażenia pokładowego, w tym systemu nawigacyjno-celowniczego. 16 listopada 1996 roku Departament Obrony poinformował o wyborze do fazy CDP projektów dwóch firm, Boeinga i Lockheed Martina. 28 maja 2002 roku porozumienie o przystąpieniu do fazy badawczo-rozwojowej (system design and development – SDD) programu JSF podpisała z rządem USA Dania, a 5 czerwca uczyniła to Holandia.

### Rozstrzygnięcie
26 października 2001 roku decyzję o zwycięstwie konstrukcji zespołu Lockheed Martina ogłosił w imieniu Pentagonu wiceminister ds. zakupów, technologii i logistyki (Under Secretary of Defense for Acquisition, Technology and Logistics) Edward C. Aldridge Jr. W uroczystości towarzyszyli mu sekretarz US Navy (United States Secretary of the Navy) Gordon R. England, sekretarz US Air Force (United States Secretary of the Air Force) James G. Roche, brytyjski minister ds. zakupów i obronnych (Minister for Defence Procurement) William Bach, brytyjski szef zakupów obronnych (Chief of Defence Procurement) Robert Walmsley, dyrektor połączonego biura projektu JSF (JSF Joint Projekt Office) generał Michael A. Hough i jego następca generał John L. Hudson. Decyzja o wyborze X-35 zapadła dwa dni wcześniej, 24 października 2001 roku na spotkaniu rady zakupów obronnych Pentagonu (Defense Acquisition Board) na podstawie analizy materiałów dostarczonych przez obydwa konkurujące ze sobą zespoły, której dokonał zespół doradczej rady ds. wyboru (Source Selection Advisory Council). Pomimo tego, że w uzasadnieniu decyzji podkreślono, iż obydwie konstrukcje spełniły wymogi konkursu to jednak propozycja Lockheeda dawała większe szanse na utrzymanie zakładanego poziomu finansowania projektu w przyjętych ramach czasowych. Eksperci wskazywali również na większe możliwości modernizacyjne napędu zastosowanego w X-35 niż maszynie Boeinga, większy taktyczny promień działania samolotu X-35 z analogicznym jak w X-32 uzbrojeniem. X-35C charakteryzował się również lepszymi parametrami sterowania przy małych prędkościach niż X-32A, co jest szczególnie istotne podczas podchodzenia do lądowania na lotniskowcu. Konstrukcja Boeinga charakteryzowała się mniejszą skuteczną powierzchnią odbicia niż X-35. Jednak potencjalne przyszłe konflikty, w których uczestniczyłby nowy samolot, zakładają działania o niskiej intensywności. Tym samym samolot o mniejszych właściwościach stealth może swobodnie operować nad objętym działaniami wojennymi obszarze. Większą wagę przywiązano do dostępu do informacji bojowych i usytuowania samolotu w sieciocentrycznym polu walki. W tym obszarze większy płatowiec Lockheeda o większym zapasie masy użytecznej daje większe możliwości instalacji wymaganych systemów niż konstrukcja Boeinga. Samolot Lockheeda charakteryzował się również bardziej klasyczną sylwetką, przypominającą pomniejszoną kopię F-22, co – zdaniem ekspertów – w oczach oceniającej obydwa projekty komisji mogło faworyzować X-35, mimo że docelowa konfiguracja potencjalnego F-32 miałaby być bardziej klasyczna. Pierwszy F-35 w wersji dla USAF został zbudowany w Fort Worth w stanie Teksas 19 lutego 2006 roku. Po serii testów naziemnych przystąpiono do badań w locie prowadzonych w bazie Edwards w Kalifornii.

### Nazwa
7 lipca 2006 w zakładach Lockheed Martin w Fort Worth w stanie Teksas, zaprezentowano po raz pierwszy publicznie ukończony pierwszy seryjny egzemplarz F-35A. Równolegle odbyła się uroczystość nadania maszynie nazwy Lightning II, honorując w ten sposób skonstruowany również przez Lockheeda myśliwiec dalekiego zasięgu okresu II wojny światowej P-38 i brytyjski myśliwiec z czasów zimnej wojny English Electric Lightning. Wytwórnia English Electric weszła później w skład BAC, która jest obecnie częścią BAE Systems, uczestnika programu F-35. Nazwę Lightning II, po konsultacjach wybrał szef sztabu US Air Force (Chief of Staff of the United States Air Force) generał T. Michael Moseley. Według nieoficjalnych doniesień wśród proponowanych nazw pojawiły się Havoc, Ghosthawk, Crossfire i Swift Shadow. Lightning II był także mianem, którym określano znajdujący się we wczesnym stadium projektowym samolot F-22 Raptor.

### Partnerstwo przemysłowe
Program JSF prowadzony jest w formie partnerstwa przemysłowego, w którym głównymi partnerami programu są Stany Zjednoczone i Wielka Brytania. Poza tym do 2006 roku jeszcze osiem państw zdecydowało się wspólnie finansować projekt i w przyszłości prawdopodobnie zakupić nową maszynę. Łącznie koszt rozwoju konstrukcji oceniany był się na ponad 55 mld dolarów, z czego ponad 90% stanowią środki amerykańskie. Jego koszt wzrósł od 34 mld USD w 2001, 40 mld w 2004, 44 mld w 2008 do 55,13 mld USD w 2015 RDT&E (badania, rozwój, testy i ewaluacja), w tym 12 mld na rozwój silnika F135.
Rozróżniono trzy poziomy partnerstwa w projekcie. Partnerem pierwszego poziomu jest Wielka Brytania z wkładem ponad 2 mld dolarów, partnerem drugiego poziomu są Włochy z wkładem 1 mld USD i Holandia z 800 mln USD. Partnerami trzeciego poziomu są Turcja (175 mln USD), Australia (144 mln USD), Norwegia (122 mln USD), Dania (110 mln USD) i Kanada (100 mln USD) – łącznie udział partnerów stanowi około 10% kosztów przedsięwzięcia. Poziomy partnerstwa odnoszą się głównie do wkładu finansowego, ale również mają wpływ na transfer technologii i udział firm z tych krajów w produkcji komponentów, a także na pierwszeństwo w dostawach maszyn seryjnych. Jako członkowie bez wkładu finansowego do programu przyłączyły się także Izrael i Singapur.
| Poziom                                      | Kraj            | Udział w B+R (mln USD) | Plan 20081 | Plan. obecnie (szt.) | Plan. obecnie (szt.) | Plan. obecnie (szt.) |
| Poziom                                      | Kraj            | Udział w B+R (mln USD) | Plan 20081 | F-35A                | F-35B                | F-35C                |
| ------------------------------------------- | --------------- | ---------------------- | ---------- | -------------------- | -------------------- | -------------------- |
|                                             | USA             | 50 597                 | 2443       | 1763                 | 353                  | 327                  |
| Poziom I                                    | Wielka Brytania | 2058                   | 138        | –                    | 48                   | –                    |
| Poziom II                                   | Włochy          | 1024                   | 131        | 60                   | 30                   | –                    |
| Poziom II                                   | Holandia        | 800                    | 85         | 52                   | –                    | –                    |
| Poziom III                                  | Turcja          | 175                    | –          | –                    | –                    | –                    |
| Poziom III                                  | Australia       | 144                    | 100        | 72                   | –                    | –                    |
| Poziom III                                  | Norwegia        | 122                    | 48         | 52                   | –                    | –                    |
| Poziom III                                  | Dania           | 110                    | 4          | 27                   | –                    | –                    |
| Poziom III                                  | Kanada          | 100                    | 80         | 88                   | –                    | –                    |
|                                             | Suma            | 55 130                 | 3373       | 2575                 | 473                  | 327                  |
| 1Deklarowane zapotrzebowanie sił zbrojnych. |                 |                        |            |                      |                      |                      |

Głównym partnerem przemysłowym po stronie brytyjskiej jest BAE Systems. Brytyjczycy odpowiadają w różnym stopniu za projekt i produkcję tylnej części kadłuba, układu paliwowego, systemu ratunkowego z fotelem wyrzucanym Martin-Baker US16E i systemu podtrzymywania życia (brytyjskiej filii Honeywell). BAE odpowiada także za integrację brytyjskiego uzbrojenia, program testów i wsparcie logistyczne. Rolls-Royce wraz z Pratt & Whitney produkuje napęd dla F-35B, firma EDM to dostawca systemów treningowych i symulatorów, Cobham dostarcza instalację do tankowania poprzez sondę. W program jest zaangażowanych 130 firm na terenie Wielkiej Brytanii, które odpowiadają za 15% pracy przy programie, brytyjski przemysł ma w ten sposób zyskiwać miliard GBP rocznie. We Włoszech w projekcie bierze udział ok. 30 przedsiębiorstw, głównie firmy należące do koncernu Finmeccanica, w tym SELEX Galileo, dostawca optoelektronicznego systemu celowniczego. Koło miejscowości Cameri w pobliżu Mediolanu, gdzie znajduje się też baza sił powietrznych, w 2011 roku rozpoczęto budowę linii finalnego montażu oraz centrum serwisowe (Final Assembly and Check Out – FACO), joint venture Alenia Aermacchi i Lockheed Martina, która od 2016 ma dostarczać do 24 samolotów rocznie, zasadniczo włoskie i holenderskie F-35A oraz wyprodukować 835 zestawów skrzydeł. Montownia rozpoczęła pracę 18 lipca 2013. Holenderski Fokker produkuje elementy goleni podwozia, Magellan Aerospace z Kanady produkuje w Winnipeg stateczniki poziome dla wersji F-35A, do 2012 72 kanadyjskie przedsiębiorstwa otrzymały zlecenia o wartości 438 mln USD. W ramach przygotowywanej umowy offsetowej za 20 F-35I, Israel Aerospace Industries ma otrzymać zamówienie na budowę 900 kompletów skrzydeł do F-35, dołączając tym samym do firm kooperujących z Lockheedem w budowie Lightinga II. Amerykańska firma VSI (później Rockwell Collins-ESA Vision Systems) – joint venture Rockwell Collins i Elbit Systems of America, dostarcza hełm z HUD i noktowizorem JHMDS. Lockheed przyznał kontrakt na zaprojektowanie nowego hełmu w 2003 roku oraz wstępne dostawy w 2006 roku. Kluczowy dla obrazu sytuacyjnego hełm udało się dostarczyć dopiero w połowie 2015 roku. Prace nad alternatywnym hełmem „Striker” prowadziło też BAE. Elbit dostarcza też kompozytowe elementy centralnego kadłuba jako poddostawca Northrop Grummana.
Sam udział w programie nie obligował do zamówienia określonej liczby samolotów, a sama decyzja o zakupie F-35 jest dobrowolna, a w przypadku rezygnacji nie przewidziano kar umownych, ale taki kraj nie odzyskałby swojego wkładu w SDD. Przyciągniecie jak największej liczby nabywców było kluczowe dla zapewnienia opłacalności dla całego przedsięwzięcia. Z tego powodu USA przyjęły nową strategię zapraszania do projektu bliskich sojuszników z NATO, aby współuczestniczyć w programie projektowania, testów i produkcji wszystkich samolotów, w tym tych dla USA, zamiast jak dotychczas wyłącznie eksportować samoloty w połączeniu z inwestycjami offsetowymi. Lockheed zadbał o marketing programu jako wielkiego przedsięwzięcia, które dzięki efektowi skali zwróci się w korzyściach ekonomicznych dla przemysłu. W ten sposób za promowanie samolotu w największym stopniu miały odpowiadać ministerstwa gospodarki, a nie wojskowi. W optymistycznych analizach z 2001 roku producent szacował rynek dla samolotu na około 6000 sztuk, w tym zakładano że samolot trafi m.in. do Polski, Niemiec, Grecji, Czech, Węgier, Tajlandii, a nawet Indii. W 2006 roku nadal szacowano, że powstanie 5000 sztuk, a w 2009 szacunki obniżono do ponad 3000.

## Zadania samolotu
Zespół zdolności samolotu umożliwia mu prowadzenie:
- misji zwalczania systemów kontroli i obrony obszaru powietrznego (misje typu SEAD i DEAD);
- prowadzenie ataku na wybrane kluczowe elementy infrastruktury wojskowej przeciwnika, w tym centra dowodzenia, centra łączności, wyrzutnie rakietowe, lotniska wojskowe i inne silnie bronione instalacje militarne przeciwnika, a także prowadzenie misji przełamywania stref antydostępowych (A2/AD);
- prowadzenie bezpośredniego wsparcia pola walki dla wojsk lądowych i marynarki wojennej (Close-Air-Support – CAS);
- prowadzenie działań o charakterze wywiadowczym, obserwacyjnym i rozpoznawczym;
- prowadzenie walki powietrznej, celem zwalczania statków powietrznych przeciwnika;
- prowadzenie walki elektronicznej (WRE), celem zakłócania łączności i systemów rozpoznania radioelektronicznego oraz systemów walki radioelektronicznej przeciwnika[33].

Samolot – zwłaszcza w wersji VSTOL – może korzystać z nieprzygotowanych polowych lądowisk w terenie.
Unikalne wśród samolotów wielozadaniowych możliwości, pozwalają F-35 pełnić centralną rolę w systemie obrony kraju i współdziałania wojsk sojuszniczych. Dzięki bowiem swoim charakterystykom stealth i zaawansowanym sensorom, zdolny jest do penetrowania zaawansowanych systemów obrony przeciwlotniczej i stref antydostępowych (A2/AD) oraz niszczenia celów o krytycznym znaczeniu dla przeciwnika, zapewniając jednocześnie krytyczne dane o celach dla wielu innych środków bojowych w innych domenach.

## Konstrukcja samolotu
F-35 jest pierwszym w historii samolotem wojskowym zaprojektowanym w całkowicie cyfrowy sposób, bez ani jednego rysunku technicznego 2-D. Celem obniżenia wagi samolotu przy zachowaniu tej samej wytrzymałości, wykonany jest w większości z kompozytów, bez ani jednego metalowego arkusza. 300 zastosowanych w budowie samolotu kompozytowych arkuszy zapewnia niezbędną wytrzymałość konstrukcji, zmniejszając jednocześnie masę własną i koszt produkcji F-35. Umożliwiana przez materiały kompozytowe wysoka precyzja obróbki, zmniejsza także przestrzenie między poszczególnymi elementami, co poprawia aerodynamikę samolotu oraz jego właściwości stealth.

### Napęd samolotu
Źródłem energii F-35 jest opracowany specjalnie dla samolotów V generacji dwuprzepływowy silnik Pratt & Whitney F135, który w stosowanej w wersjach F-35A i F-35C odmianie F135-PW-100 zapewnia mu ciąg 28 000 funtów (124,55 kN) bez użycia dopalaczy, i 43 000 funtów (191,27 kN) z dopalaniem, co odpowiada łącznemu ciągowi dwóch silników General Electric F404 napędzających Boeing F/A-18 Super Hornet i jest wyższy od łącznego ciągu większości samolotów dwusilnikowych. Napędzający F-35B silnik F135-PW-600, zapewnia ciąg 27 000 lbf (120,1 kN) bez użycia dopalaczy i 41 000 ln (182,38 kN) z dopalaniem. W zawisie, F135-PW-600 generuje ciąg o sile 40 650 lbf (180,62 kN). Pratt & Whitney F135 jest więc najpotężniejszym pod względem siły ciągu operacyjnym silnikiem na świecie. Siła ciągu silnika została przy tym softwarowo ograniczona, gdyż jego praca z jeszcze większą mocą prowadziłaby do nieakceptowalnego wzrostu temperatur i zagrożenia uszkodzeniem powłok RAM samolotu.

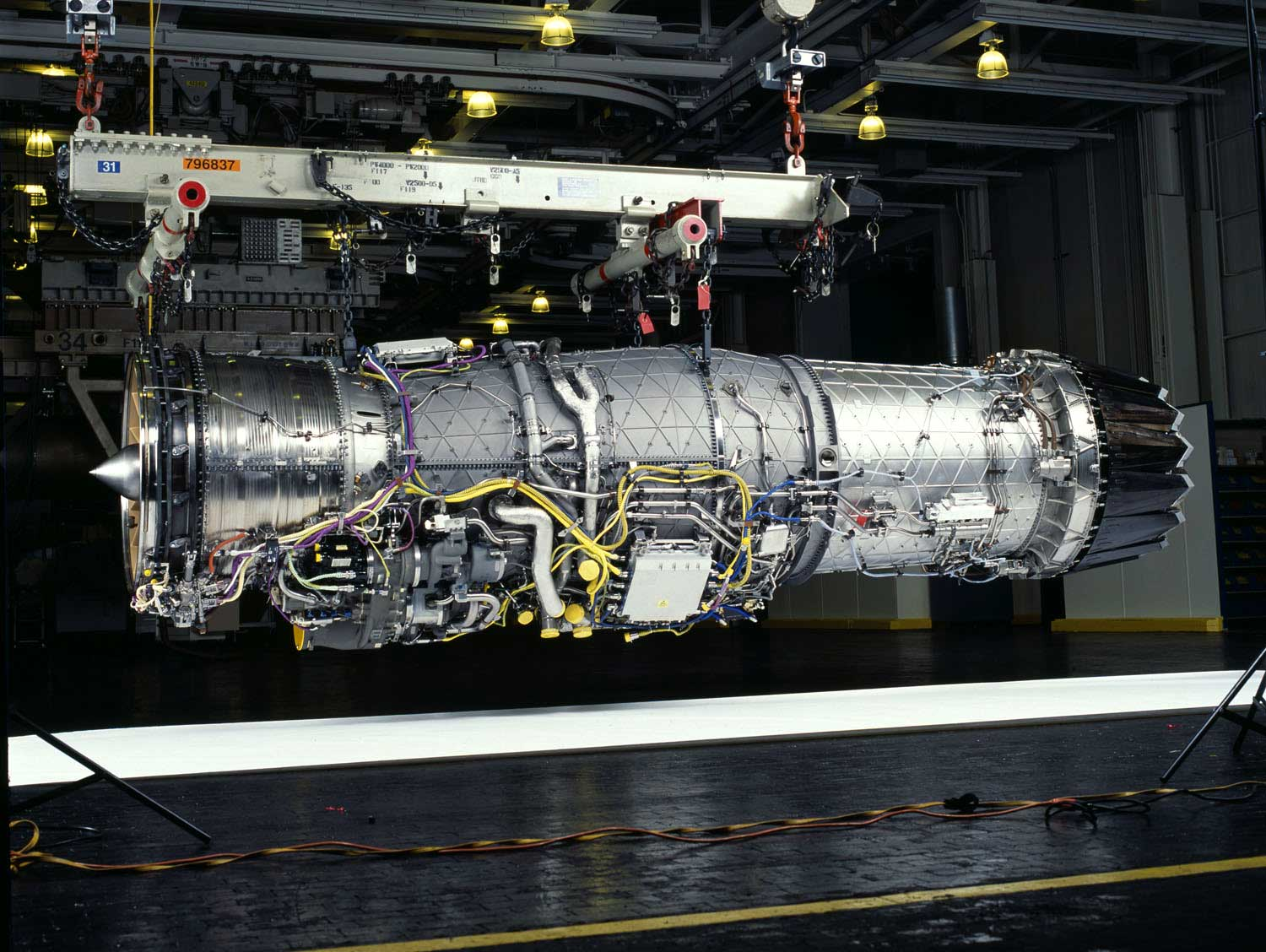
Silnik Pratt & Whitney F135 na stanowisku testowym

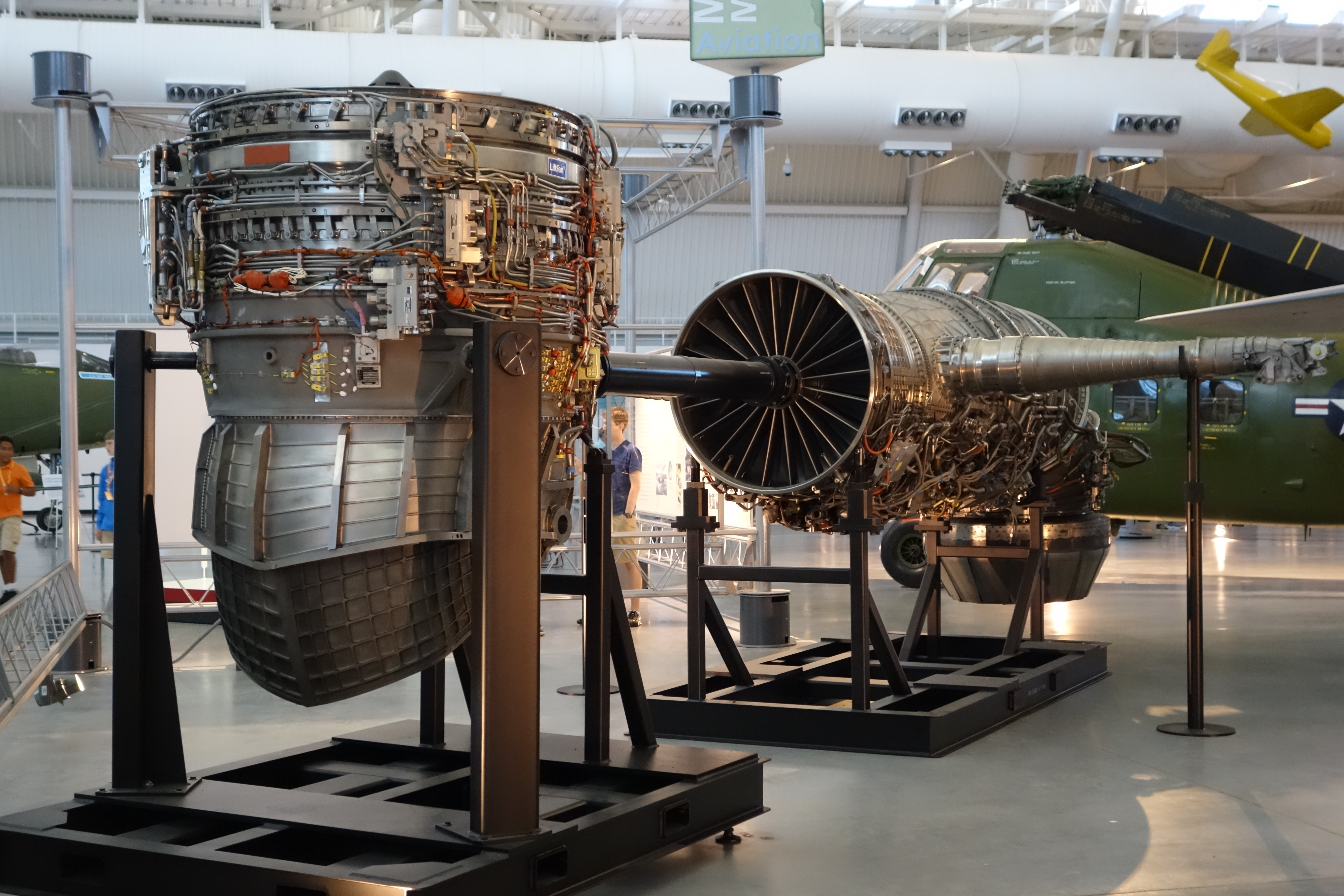
Silnik F135–PW–600 z napędzanym walem wentylatorem wertykalnym LiftFan na pierwszym planie

Duża siła ciągu F135 zapewnia F-35 możliwość startu bez użycia dopalaczy, co powoduje oszczędność paliwa oraz mniejszy hałas przy starcie. Zachowanie wymogów szczególnych dla silników samolotów V generacji, wymagało również ograniczenia odbicia radarowego od elementów silnika, zwłaszcza dyszy i łopatek turbiny, oraz jego emisji w podczerwieni.

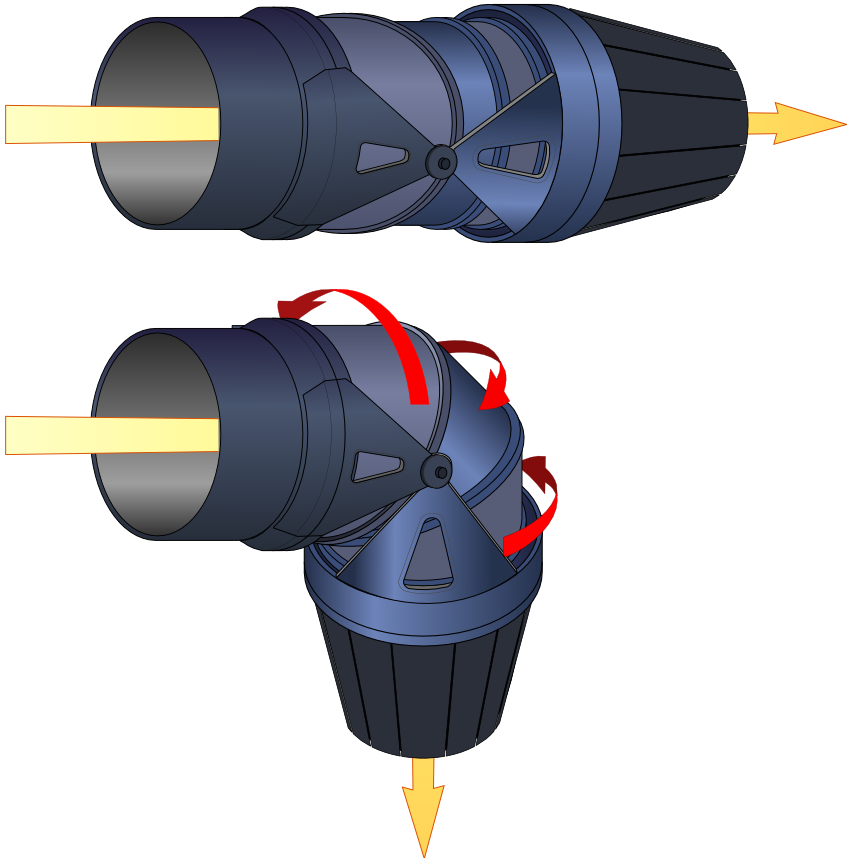
Zastosowana w F135–PW–600 dysza o zmiennej geometrii 3BSM, umożliwiająca zmianę wektora ciągu z horyzontalnego na wertykalny

Zastosowany w wariancie F-35B STOVL silnik F135–PW–600 jest zasadniczo silnikiem tej samej konstrukcji jak w przypadku silnika zastosowanego w samolotach konwencjonalnego startu i lądowania (CTOL) oraz samolotach pokładowych (CV), z dodatkiem napędzanego wałem wentylatora wznoszącego, systemu kontroli przechyłu, pomocniczego wlotu powietrza oraz dyszy z wektorowanym ciągiem 3BSM (3–Bearing Swivel Module).
Silnik F135 wyewoluował w procesie rozwoju opracowanego dla samolotu F-22 Raptor silnika Pratt & Whitney F119, jego wymagania konstrukcyjne zostały jednak ustalone na początku XXI wieku, w oparciu o zapotrzebowanie energetyczne ówcześnie zakładanej architektury elektronicznej samolotu. Toteż gdy w miarę rozwoju technologicznego układów elektronicznych rosło zapotrzebowanie awioniki samolotu na energię elektryczną, niezmienna w tym czasie konstrukcja silnika F135 poddawana była coraz większemu obciążeniu, co prowadziło do wzrostu temperatur pracy. Wprowadzanie do F-35 planowanych modernizacji Technology Refresh 3 (TR-3) i Block 4, spowodowało że jednostka napędowa samolotu musiała zostać zmodyfikowana, celem zapewnienia jeszcze większej ilości energii elektrycznej. Przedsiębiorstwa General Electric oraz Pratt & Whitney zaproponowały wobec tego wprowadzenie do F-35 całkiem nowego silnika, opracowywanego w przewidzianym dla samolotu myśliwskiego VI generacji NGAD silnika o zmiennej konfiguracji. Nowy silnik zapewnić miał większą moc elektryczną oraz zmienną konfigurację działania w zależności od zmian reżimu lotu. W marcu 2023 roku amerykańskie siły powietrzne z powodów finansowych zdecydowały jednak o przerwaniu programu rozwoju nowego silnika dla F-35, podejmując przy tym decyzję o przeprowadzeniu modernizacji F135 określanej jako Engine Core Upgrade (ECU), mającej zapewnić więcej energii elektrycznej dla urządzeń pokładowych związanych z TR-3 i Block 4 oraz lepszą kontrolę temperatur.
|                                        | F-35A CTOL                                                                           | F-35B STOVL                                                                                               | F-35C CV                                                |
| Długość:                               | 15,67 m                                                                              | 15,61 m                                                                                                   | 15,67 m                                                 |
| Rozpiętość:                            | 10,67 m                                                                              | 10,67 m                                                                                                   | 13,11 m                                                 |
| Powierzchnia skrzydeł                  | 42,70 m²                                                                             | 42,70 m²                                                                                                  | 62,06 m²                                                |
| Wysokość:                              | 4,38 m                                                                               | 4,36 m | 4,48 m                                                  |
| Wysokość ze statecznikiem:             | 6,86 m                                                                               | 6,65 m | 8,02 m                                                  |
| Masa własna:                           | 13 170 kg                                                                            | 14 588 kg                                                                                                 | 14 547 kg                                               |
| Paliwo wewnętrzne:                     | 8278 kg                                                                              | 6124 kg                                                                                                   | 8959 kg                                                 |
| Masa uzbrojenia:                       | 12564 kg                                                                             | 6804 kg                                                                                                   | 8165 kg                                                 |
| Standardowe uzbrojenie wewnętrzne:     | - 1 × działko GAU-22/A 25 mm - 2 × kpr AIM-120 AMRAAM - 2 × bomby GBU-31 JDAM 907 kg | - 2 × kpr AIM-120 AMRAAM - 2 × bomby GBU-32 JDAM 454 kg                                                   | - 2 × kpr AIM-120 AMRAAM - 2 × bomby GBU-31 JDAM 907 kg |
| Maksymalna masa startowa:              | 31 751 kg                                                                            | 27 216 kg                                                                                                 | 31 751 kg                                               |
| Prędkość (z wewnętrznym uzbrojeniem):  | 1,6 Ma                                                                               | 1,6 Ma | 1,6 Ma                                                  |
| Pułap:                                 | 15 240 m                                                                             | 15 240 m                                                                                                  | 15 240 m                                                |
| Promień działania (paliwo wewnętrzne): | 1093 km                                                                              | 833 km | 1100 km                                                 |
| Zasięg (paliwo wewnętrzne):            | 2222 km                                                                              | 1667 km                                                                                                   | 2593 km                                                 |
| Silnik:                                | Pratt & Whitney F135-100                                                             | - Pratt & Whitney F135-600 - Rolls-Royce Lift System                                                      | Pratt & Whitney F135-400                                |
| Ciąg:                                  | - z dopalaczem: 191,3 kN - bez dopalacza: 128,1 kN                                   | - z dopalaczem: 191,3 kN - bez dopalacza: 128,1 kN - wentylator w zawisie: 80 kN - dysze sterujące: 12 kN | - z dopalaczem: 191,3 kN - bez dopalacza: 128,1 kN      |
| Maksymalne przeciążenie:               | 9 g                                                                                  | 7 g | 7,5 g                                                   |

### Cechy samolotu

#### Obniżona wykrywalność

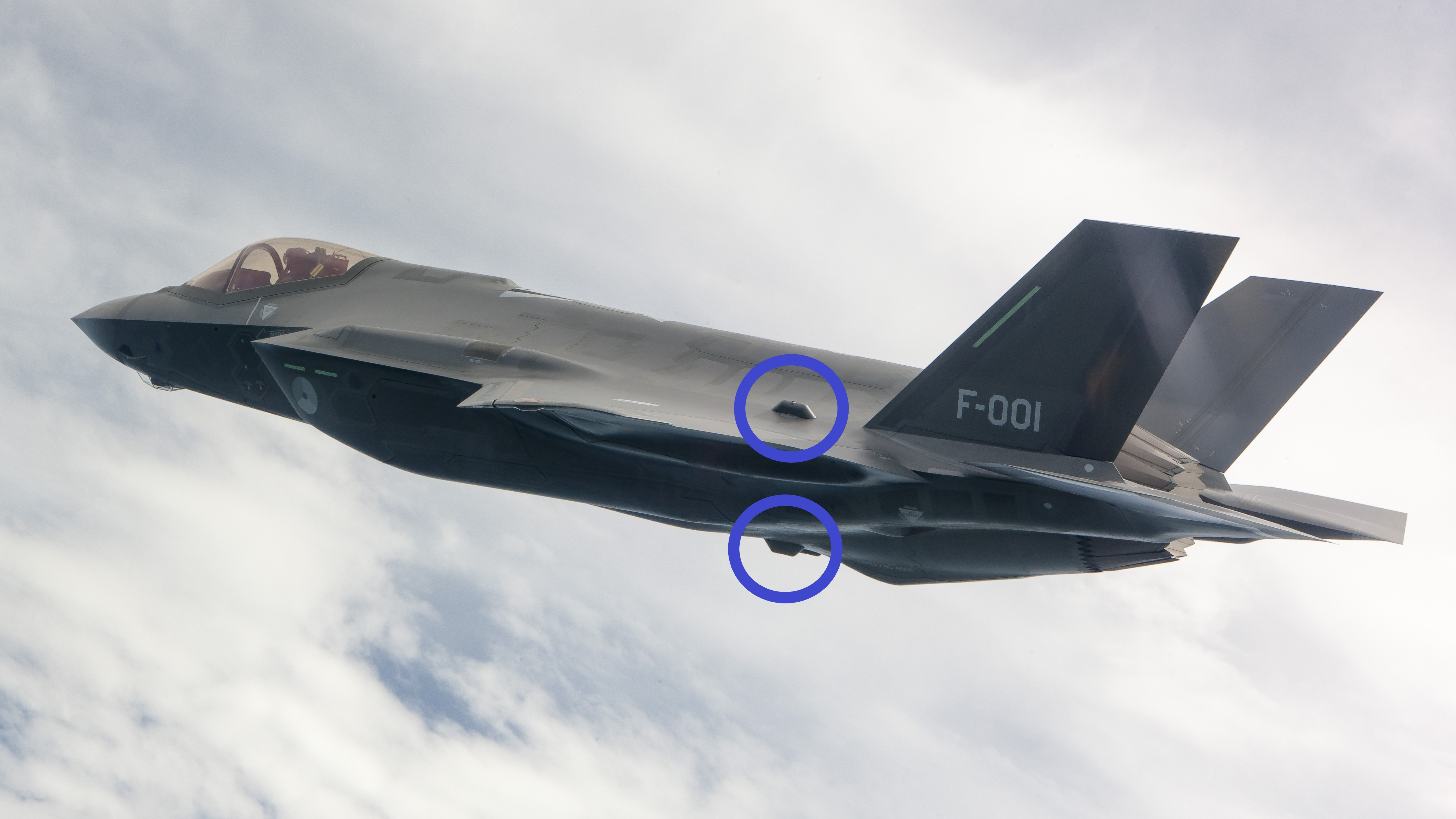
F-35 z zaznaczonymi soczewkami Luneburga na kadłubie

F-35 jest ponaddźwiękowym samolotem, w którym obniżona wykrywalność w locie była podstawowym założeniem od początku procesu badawczo-rozwojowego i prac projektowych. Zadaniem programu konstrukcyjnego samolotu było opracowanie konstrukcji zakłócającej zwykły ciąg zdarzeń – jeśli samolot zostanie wykryty przez działający w oparciu o fale długie radar obserwacji przestrzeni powietrznej, jego konstrukcja powinna uniemożliwić, lub co najmniej znacząco opóźnić uchwycenie go przez działające na falach w paśmie X lub paśmie Ku radary kontroli ognia, co uniemożliwć ma jego zestrzelenie. W wyniku wieloletniego programu, opracowany został samolot o domniemanej skutecznej powierzchni odbicia (RCS) wynoszącej 0,0015 m² dla pasma X, który jest wykrywalny dla pracujących w tym paśmie radarów z odległości nie większej niż 32 km przy braku obniżającego wykrywalność zakłócania elektronicznego. Rzeczywista skuteczna powierzchnia odbicia F-35 objęta jest najwyższymi klauzulami tajności i nie jest publicznie znana. Według jednak generała amerykańskich sił powietrznych Michaela Hostage’a, dzięki zastosowaniu znacznie nowoczesniejszych powłok RAM (radar-absorbent material) rzeczywista wartość RCS F-35 jest znacznie niższa niż w przypadku myśliwca F-22 Raptor.
Z uwagi na przepisy lotnicze wielu krajów, m.in. FAA i EASA, w warunkach pokojowych F-35 zobowiązane są do latania w cywilnej przestrzeni lotniczej z zainstalowanymi na ich kadłubach silnie odbijającymi fale radarowe soczewkami Luneburga, celem zapewnienia widoczności samolotów na cywilnych radarach kontroli ruchu lotniczego. Dzięki instalowanym na ziemi przed startem soczewkom, samoloty o wysokich charakterystykach stealth, są w warunkach pokojowych widziane na cywilnych radarach w sposób nie różniący się od innych samolotów.
| Typ                 | RCS (m²)      |
| ------------------- | ------------- |
| Krążownik           | 14 000        |
| B-52 Stratofortress | 100–125       |
| F-15 Eagle          | 10–25         |
| Su-27               | 10–25         |
| MiG-29              | 3–5           |
| F-16A               | 5             |
| F-18C/D Hornet      | 1–3           |
| F-16C               | 1,2           |
| Su-57               | 0,5–1         |
| B-2 Spirit          | 0,1           |
| F-117A              | 0,025         |
| F-22 Raptor         | 0,0001–0,0005 |
| F-35                | 0,0015–0,005  |

#### Fuzja sensorów
Najważniejszym wyróżnikiem F-35 spośród innych współczesnych konstrukcji lotniczych, jest zintegrowany zestaw jego sensorów, których odczyty poddane są fuzji aby przedstawić je pilotowi jako jeden zintegrowany obraz sytuacji taktycznej i operacyjnej, oraz możliwość dzielenia się tak zintegrowanym obrazem sytuacji z innymi uczestnikami operacji. F-35 wyposażony jest w zestaw pięciu sensorów:

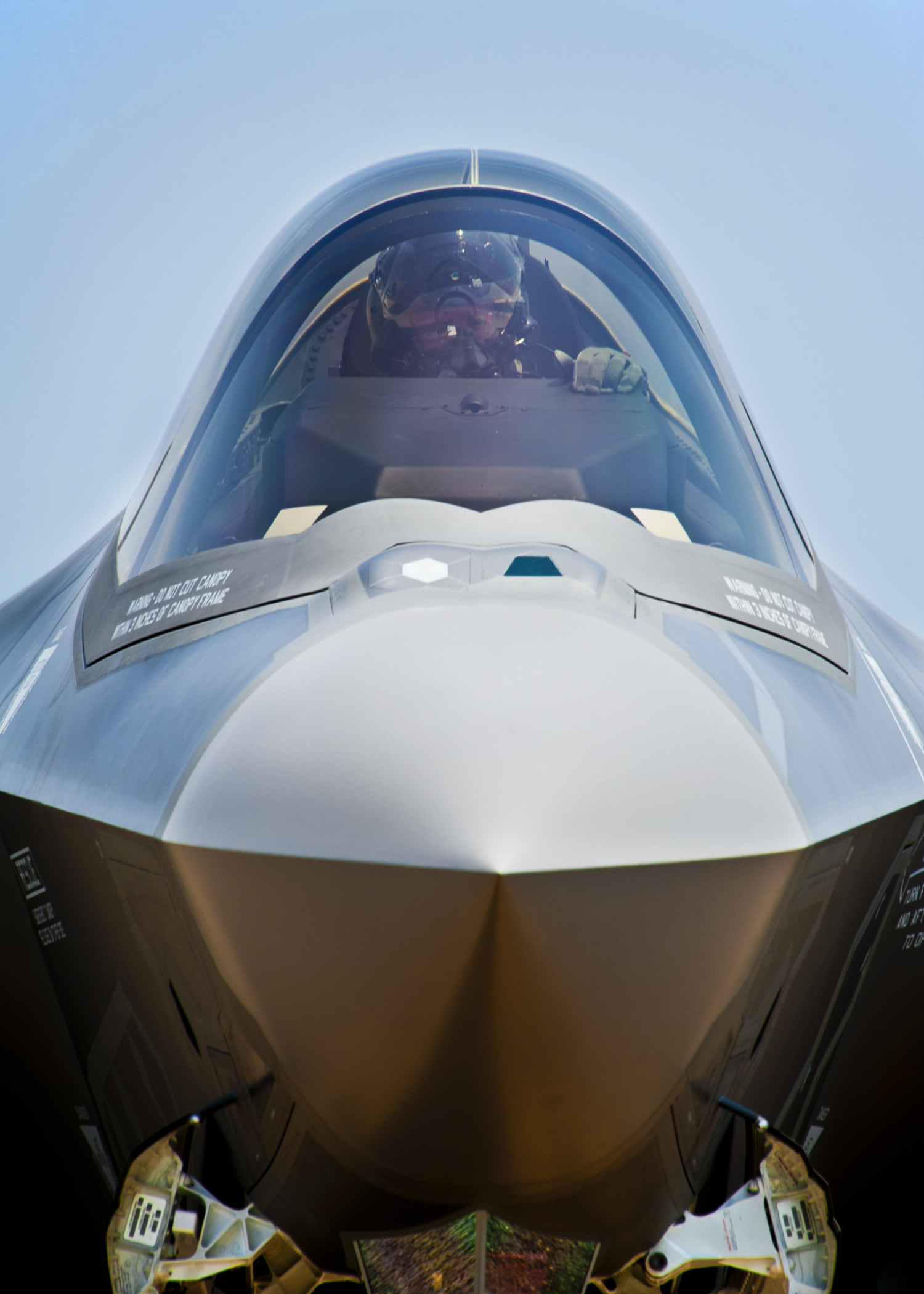
Skierowany do przodu jeden z sensorów DAS tuż poniżej osłony kabiny

1. Radar AESA AN/APG-81 ze 1676 modułami nadawczo-odbiorczymi, z których każdy pracuje jak odrębny radar;
2. System walki elektronicznej i przeciwdziałania elektronicznego AN/ASQ-239 (EW/CM);
3. Elektro-optyczny system celowniczy AN/AAQ-40 (EOTS);
4. Rozproszony układ obserwacji w podczerwieni AN/AAQ-37 EO-DAS (AN/AAQ-37 Electro-Optical Distributed Aperture System);
5. System komunikacji, nawigacji i identyfikacji AN/ASQ-242;

Podstawowe znaczenie wśród nich ma radar LPI APG-81 – stanowiący rozwiązanie 3 generacji radarów AESA – oraz elektro-optyczny system rozproszonej obserwacji przestrzeni 360° w każdej płaszczyźnie w wokół samolotu (Distributed Aperture System – DAS). System DAS zbudowany jest z sześciu elektro-optycznych sensorów, rozmieszczonych wokół samolotu w taki sposób, że zapewniają objęcie obserwacją przestrzeni w każdym kierunku wokół niego. Wraz z elektro-optycznym systemem celowniczym EOTS, DAS zapewnia elektro-optyczne wykrywanie i śledzenie celów naziemnych i powietrznych przed otwarciem przez nie ognia. Nie został dotąd ujawniony zasięg skuteczny wykrywania i śledzenia celów, jednak podczas przeprowadzonego w 2014 roku testu, system DAS zdołał wykryć i śledzić start pocisku balistycznego z odległości 800 mil morskich (1481 km).
W przeciwieństwie do prowadzących obserwację zawsze w kierunku lotu samolotu systemów IRST (Infrared search and track) zainstalowanych na innych samolotach myśliwskich 4. i 5. generacji, dzięki fuzji danych pilot w każdej chwili otrzymuje sferyczny obraz przestrzeni wokół samolotu z dowolnego kierunku, w zależności od kierunku skierowania swojej głowy, łącznie z przestrzenią za i poniżej jego samolotu. Obraz przestrzeni oraz inne informacje wyświetlane są na wyświetlaczu indywidualnie zaprojektowanego i wyprodukowanego dla każdego pilota hełmu III generacji. Unikalną cechą fuzji sensorów zastosowanej w F-35, jest możliwość dzielenia się zintegrowanym obrazem sytuacji taktycznej z innymi samolotami – w tym samolotami 4. i 5. generacji – a także z systemami naziemnymi, w tym systemami dowodzenia i systemami broni.
Nosząca nazwę fuzji sensorów (org. sensor fusion) integracja danych uzyskanych z wszystkich pięciu sensorów, ma na celu przedstawienie pilotowi połączonego obrazu z wszystkich sensorów, zapewniając mu pełny obraz sytuacji taktycznej (świadomość sytuacyjną), bez przeciążania go nadmierną ilością danych. Podczas gdy piloci innych samolotów, jak F-16, korzystają z wszystkich sensorów swojego samolotu w większości oddzielnie, dzięki System Fusion, pilot otrzymuje zintegrowany obraz z wszystkich sensorów swojego samolotu. Integracja zbudowana jest przy tym w taki sposób, aby nie przeciążać pilota nadmiarem informacji, lecz udostępnić mu informacje których potrzebuje. Sensory i oprogramowanie samolotu automatycznie klasyfikują potencjalne cele po ich wykryciu, oceniają w jakim zakresie stanowią one zagrożenie dla samolotu z uwzględnieniem ich możliwości technicznych, i odpowiednio do tego angażują zasoby rozpoznawcze i softwarowe maszyny, przedstawiając mu gotowe rozwiązania zaistniałej sytuacji taktycznej. Dotyczy to zarówno celów naziemnych, jak i celów znajdujących się w powietrzu.
Samolot dysponuje wysokimi możliwościami prowadzenia rozpoznania i walki elektronicznej, w zakresie wykrywania, śledzenia, namierzania i zakłócania. Wyposażony jest w szereg sensorów elektromagnetycznych i optycznych w zakresie 360° i w każdej płaszczyźnie wokół samolotu, które dzięki opracowanemu specjalnie dla tej konstrukcji zintegrowanemu systemowi zobrazowania „sensor fusion”, zapewniają pilotowi zintegrowany sferyczny obraz sytuacji taktycznej wokół samolotu. W skład sensorów F-35 wchodzą radar AESA trzeciej generacji AN/APG-81, wysokiej rozdzielczości nahełmowy system zobrazowania sytuacji taktycznej (DAS – Distributed Aperture System) z sześciu rozmieszczonych wokół samolotu sensorów w podczerwieni, elektro-optyczny system celowniczy (EOTS – Electro Optical Targeting System) oraz na hełmowy system celowniczy.
F-35 został skonstruowany jako samolot walki sieciocentrycznej, pełniąc w tym zakresie rolę bramy sieciowej, udostępniając jednocześnie innym elementom sieci, zintegrowany obraz sytuacji taktycznej. Elementami tej sieci mogą być centra dowodzenia, inne samoloty, okręty, wojskowe pojazdy lądowe czy oddziały wojska na lądzie, a także pojedynczy żołnierze. Umożliwia to zwiększenie poziomu świadomości sytuacyjnej wszystkich elementów sieci, do poziomu dorównującego świadomości sytuacyjnej pilota F-35.

#### Cechy defensywne samolotu

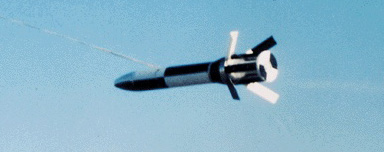
Używany w F/A-18E/F Super Hornet wabik AN/ALE-55, którego technologiczne rozwinięcie stanowi ALE-70

Podstawową cechą defensywną F-35 jest jego obniżona wykrywalność w pasmach fal radarowych zdolnych do naprowadzania broni a także w podczerwieni, jednak obok pasywnych cech defensywnych, samolot dysponuje szeregiem aktywnych instrumentów obronnych, w tym pociskami rakietowymi powietrze-powietrze oraz systemami walki elektronicznej. Radar APG-81 jest prawdopodobnie jedynym radarem lotniczym w aktywnej służbie operacyjnej zdolnym do aktywnego prowadzenia zakłócania wrogich lądowych radarów obrony przeciwlotniczej.

##### ALE-70
Innym środkiem defensywnej walki elektronicznej F-35 jest holowany na przewodzie światłowodowym wabik elektroniczny T-1687/ALE-70(V). Opracowane przez BAE Systems Inc. urządzenie działa w trybie zakłócania lub spoofingu, odpowiednio zakłócając system naprowadzania wrogiego radaru, bądź wprowadza go w błąd co do liczby celów, jego rodzaju, albo lokalizacji. W wypadku zakończonych powodzeniem działań, urządzenie wciągane jest z powrotem do wnętrza samolotu, w razie niepowodzenia zaś tej sekwencji działań, urządzenie zrywa fizyczne połączenie z samolotem celem oddalenia się od niego. Atakując wówczas elektronicznie układ naprowadzania samego pocisku rakietowego, wysyła silny sygnał elektromagnetyczny tworząc fałszywe echo radarowe celem ściągnięcia ataku wrogiego pocisku rakietowego na siebie. W standardowej konfiguracji, F-35 przenosi cztery wabiki ALE-70, zaś jego skuteczność umożliwiła wyeliminowanie z F-35C zasobnika aluminiowych dipoli odbijających – z tego samego powodu, prawdopodobnie również F-35A i F-35B pozbawione są dipoli, brak jest jednak potwierdzenia tego faktu. Większość specyfikacji i zakresu możliwości ALE-70 pozostaje ściśle tajna i nie została ujawniona publicznie.

### Uzbrojenie
F-35 zdolny jest do przenoszenia w jednym locie pocisków służących walce powietrznej na krótkich, średnich i dalekich dystansach, a także amunicji (w tym pocisków manewrujących i bomb lotniczych) służącej zwalczaniu celów lądowych oraz morskich. Celem zwiększenia przeżywalności na polu walki, w konstrukcji zastosowano techniki obniżające wykrywalność samolotu radarem oraz w podczerwieni. Celem zachowania tej cechy, uzbrojenie samolotu może być przechowywane w wewnętrznej komorze podczas prowadzenia operacji bojowych w środowisku silnie nasyconym systemami rozpoznania i zwalczania celów powietrznych przeciwnika, przy wykorzystaniu zaś sześciu podwieszeń na zewnątrz kadłuba – w sytuacjach nie wymagających ścisłego ograniczania stopnia wykrywalności – udźwig bojowy wzrasta do 27 700 funtów (12 564 kg).
- Uzbrojenie strzeleckie stanowi działko GAU-12/U kalibru 25 mm zamontowane wewnątrz kadłuba F-35A (z zapasem 180 sztuk amunicji) lub w zasobnikach podwieszanych na F-35B i F-35C (z zapasem 225 sztuk amunicji).
- Uzbrojenie rakietowe stanowi do 6 pocisków AIM-120 AMRAAM, AIM-9X Sidewinder lub AIM-132 ASRAAM w wewnętrznych komorach amunicyjnych lub dwa pociski powietrze-powietrze i dwie bomby o masie po 910 kg w wersjach F-35A i F-35C, lub po 455 kg w wersji F-35B. Broń do niszczenia celów naziemnych mogą stanowić bomby JSOW lub GBU-39 SDB (po 4 w komorze bombowej), przeciwpancerne pociski rakietowe Brimstone, bomby kasetowe, albo przeciwradarowe pociski AGM-88 HARM. Prowadzone są również prace nad przystosowaniem europejskiego pocisku MBDA Meteor do przenoszenia w komorze uzbrojenia. Norweski Kongsberg opracowuje pocisk przeciwokrętowy oznaczony Joint Strike Missile (JSM), mieszczący się w komorach wewnętrznych F-35A/C[53].
- Za cenę pogorszenia niektórych charakterystyk obniżonej wykrywalności można podwieszać uzbrojenie do czterech węzłów podskrzydłowych i dwóch na końcach płatów (dla AIM-9X, które w wersji przeznaczonej dla F-35 same pokryte są powłoką rozpraszającą wiązkę elektromagnetyczną). Udźwig uzbrojenia wzrasta dzięki temu do 8165 kg, w tym nośność czterech podwieszeń w dwóch komorach wewnętrznych to 3629 kg[54].
- Od maja 2024 trwa proces integracji F-35 z pociskami przeciw radarowymi AGM-88G AARGM-ER, którego zakończenie zaplanowane jest na maj 2025 roku, co umożliwi im prowadzenie operacji SEAD / DEAD[55][56]
- W marcu 2024 roku samoloty w wersji F-35A otrzymały oficjalną certyfikację do przenoszenia broni jądrowej[57]

Uzbrojenie dopuszczone do użytku w komorach wewnętrznych:
| Bomby kierowane - GBU-12 Paveway II - GBU-31 JDAM - GBU-32 JDAM - GBU-38 JDAM - GBU-39 SDB - AGM-154 JSOW - B61-12 | Bomby kasetowe - CBU-103 - CBU-105 | Pocisk powietrze-ziemia - Brimstone | Pocisk powietrze-powietrze - AIM-9X Sidewinder II - AIM-120C/D AMRAAM - AIM-132 ASRAAM |

Uzbrojenie na zewnętrznych węzłach podwieszenia:
| Bomby kierowane - GBU-10 Paveway II - GBU-16 Paveway II - GBU-24/B Paveway III | Bomby niekierowane - Mark 82 (227 kg) - Mark 83 (454 kg) - Mark 84 (908 kg) | Bomby kasetowe - CBU-99 - CBU-100 | Pocisk powietrze-ziemia - AGM-65 Maverick - AGM-88 HARM - Storm Shadow - AGM-158 JASSM |

Uzbrojenie oczekujące na certyfikację, wejście do produkcji lub w fazie rozwojowej
- pocisk hipersoniczny Mako, pocisk przeciw radarowy AGM-88G AARGM-ER

### Odmiany samolotu

#### F-35A

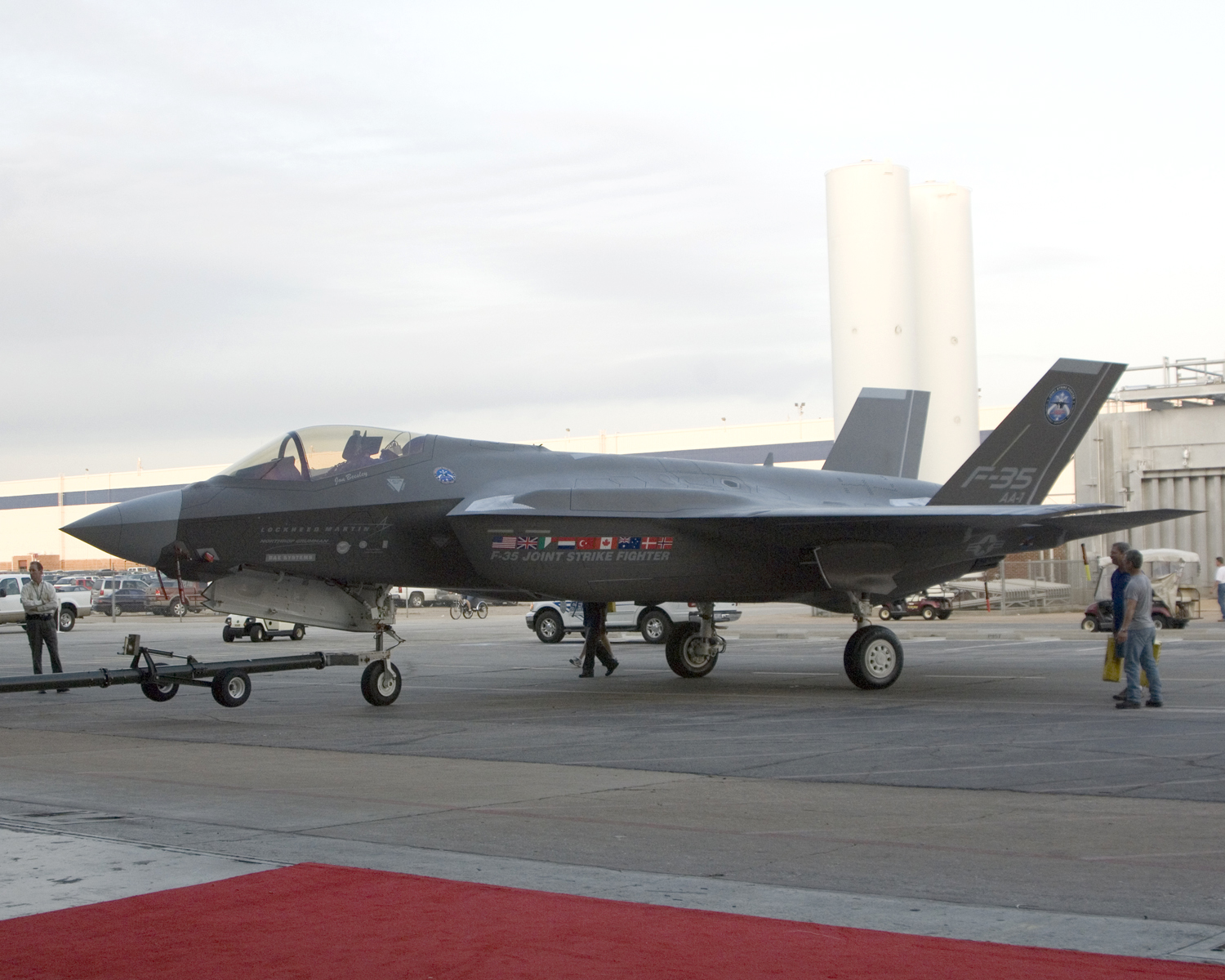
F-35A w trakcie ceremonii inauguracji (2006)

Najmniejsza i najlżejsza wersja Lightninga przeznaczona dla USAF-u, gdzie ma zastąpić F-16 Fighting Falcony i A-10 Thunderbolty II. Jedyna wersja wyposażona w stałe działko kalibru 25 mm, potężniejsze od użytkowanych do tej pory przez amerykańskie siły powietrzne od czasu wprowadzenia 20 mm działek Vulcan w samolotach F-4E Phantom. 25 lutego 2011 roku z lotniska Naval Air Station Fort Worth Joint Reserve Base wystartował pierwszy seryjny F-35A oznaczony jako AF-6 przeznaczony dla US Air Force. Za sterami samolotu, który wystartował o 15:05 miejscowego czasu siedział pilot oblatywacz Lockheeda Bill Gigiotti, po godzinnym locie, o 16:06 samolot bezpiecznie wylądował. AF-6 był siedemnastym egzemplarzem wyprodukowanym od 2006 roku. Na samolocie wymalowane były oznaczenia 58 Eskadry Myśliwskiej (58th Fighter Squadron) z 33 Skrzydła (33d Fighter Wing) stacjonującego w Eglin Air Force Base.
Norwegia swoje samoloty wyposażyła w nieprzewidziany w projekcie spadochron hamujący, do korzystania z oblodzonych pasów. Integracja i testy spadochronu rozpoczęto w 2017 rok, będą w niego wyposażone norweskie samoloty od 8. serii LRIP. Spadochrony mają otrzymać też holenderskie samoloty. Kanada oprócz spadochronu jest zainteresowana wyposażeniem swoich F-35A (CF-35) w sondę do tankowania w locie, czyli instalację stosowaną na swoich CF-18, a dostępną tylko na F-35B/C. Lockheed przewidując, że wielu potencjalnych odbiorców zagranicznych będzie zainteresowana F-35A z możliwością tankowania ich przewodem giętkim, pozostawił w kadłubie przestrzeń do integracji tej instalacji (dublującej używany w F-35A odbiornik paliwa zgodny z wymaganiami USAF).

#### F-35B
Samolot krótkiego startu i pionowego lądowania STOVL, który ma zastąpić dotychczas używane Harriery, stając się pierwszą seryjną maszyną naddźwiękową o zdolnościach STOVL. Piechota morska planuje zastąpienie zarówno Harrierów, jak i myśliwców F/A-18 Hornet maszyną podobną do F-35A, która kosztem systemów lotu pionowego będzie miała większe zbiorniki paliwa. Podobnie jak w Harrierach uzbrojenie strzeleckie będzie przenoszone w montowanym centralnie zasobniku podwieszanym. Jak do tej pory lot pionowy jest najbardziej niebezpieczną fazą lotu i opracowanie odpowiednich systemów bezpieczeństwa, oraz niezawodnych mechanizmów ma znaczący wpływ na prace rozwojowe nad maszyną.
Zamiast rozwiązań używanych w Harrierze polegających na zastosowaniu obrotowych dysz silnika głównego i dodatkowych dysz manewrowych w F-35B zastosowano nowatorską opatentowaną przez Lockheed Martin i rozwijaną przez Rolls-Royce technologię napędzanego wałem wentylatora. Rozwiązanie to polega na zamontowaniu w środkowej części kadłuba poziomo położonego dwuwirnikowego przeciwbieżnego wentylatora napędzanego poprzez sprzęgło i przekładnię z silnika głównego maszyny. Wentylator odpowiedzialny jest za ruch pionowy maszyny, natomiast odprowadzenie spalin z dyszy głównej, poprzez specjalne obejścia, do sterowanych dysz na skrzydłach i bokach kadłuba powoduje obracanie się samolotu. W rezultacie silnik F-35B napędza dwie turbiny, nośną i napędową, spełniające te same zadania, co duża turbina Harriera, ale umożliwiając również lot z prędkościami naddźwiękowymi. Obecność wentylatora skutkuje mniejszym o 30% zapasem paliwa, krótszymi o 35 cm komorami uzbrojenia, także owiewka kokpitu jest mniejsza w porównaniu do pozostałych wersji.
Zbudowano dwie maszyny prototypowe do testów w locie: X-35A, która później została przebudowana do wersji X-35B, oraz wyposażonej w większe skrzydła X-35C. X-35B po raz pierwszy wystartował pionowo 24 czerwca 2001 roku. Za sterami maszyny siedział Simon Hargeaves, pilot testowy BAE Systems. Maszyna wzniosła się na wysokość 7,5 m i pozostała w zawisie przez około 35 sekund po czym również pionowo wylądowała.

#### F-35C

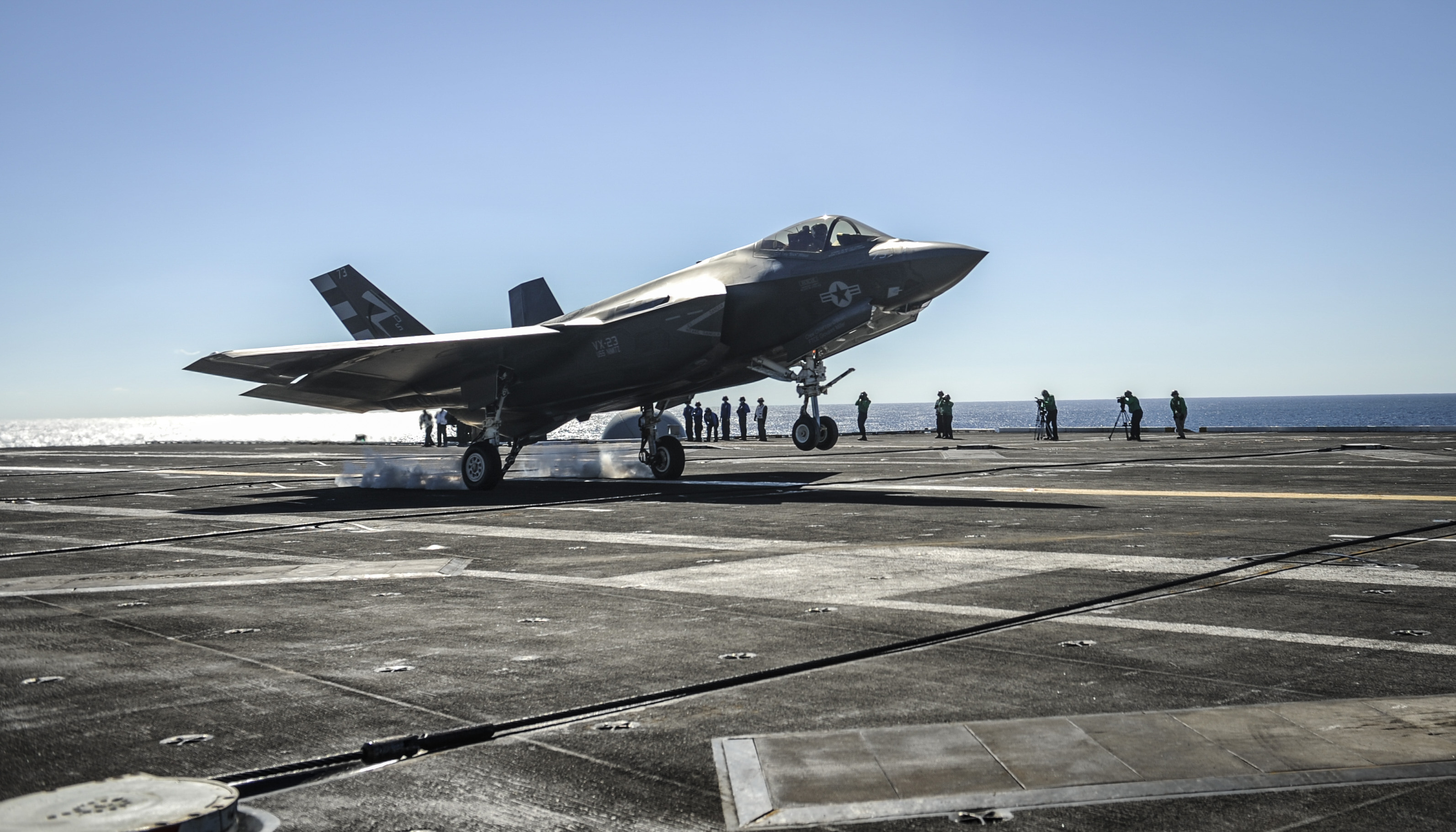
Lądowanie F-35C na lotniskowcu

Wersja pokładowa F-35C ma być następcą wielozadaniowego F/A-18 Horneta wersji A, B, C i D, który zastąpił poddźwiękowe samoloty szturmowe dalekiego zasięgu A-6 Intruder i A-7 Corsair. Maszyna ma służyć na lotniskowcach równolegle z F/A-18E/F Super Hornetem. F-35C ma o 45% większe od innych wersji składane skrzydła i większe stateczniki poziome dla lepszego sterowania przy niskich prędkościach. Maszyna wyposażona jest we wzmocnione podwozie i hak do lądowania na lotniskowcu. Większa rozpiętość skrzydeł ma też zapewnić mniejsze zużycia paliwa i dłuższy zasięg, dwa razy większy niż samolotu F-18C Hornet bez zbiorników dodatkowych i porównywalny z Super Hornetem.
Pierwszy seryjny F-35C CF-6 dla US Navy oblatano 15 lutego 2013.

## Produkcja samolotu
Od czasów F-4 Phantom II w latach 60. i 70. XX wieku, żaden program nie usiłował stworzyć samolotu spełniającego w jednej konstrukcji wymagania wszystkich trzech rodzajów amerykańskich sił zbrojnych, który na dodatek miałby być produkowany w jednej linii produkcyjnej. Od czasów natomiast F-16 Fighting Falcon, nie usiłowano podjąć produkcji samolotów na taką skalę. Sytuację utrudniały jeszcze specyficzne wymagania sił zbrojnych innych państw biorących udział w programie. Jednocześnie fundamentalnym założeniem całego programu była przystępność cenowa nowego samolotu, przy jednoczesnym sprawnym zarządzaniu globalną siecią zaopatrzenia produkcji i właściwa organizacja montażu końcowego. Spełnienie wszystkich wymagań wymagało opracowania przez Air Force Research Laboratory (AFRL) oraz Lockheed Martin specjalnego procesu projektowania zarówno konstrukcji jak i produkcji, opartego na modelowaniu 2D i 3D zwanego digital thread.
Samolot jest produkowany przez ponad 1400 dostawców, z których ponad 80 znajduje się poza terytorium Stanów Zjednoczonych. Lockheed Martin, Northrop Grumman i BAE Systems są wiodącymi partnerami przemysłowymi programu. W ramach swoich zakresów odpowiedzialności utworzyły jednak partnerstwa z innymi przedsiębiorstwami, w tym z Turkish Aerospace Industries w Turcji, Magellan Aerospace w Kanadzie i Marand w Australii. Zapewnienie sprawnego funkcjonowania globalnego łańcucha dostaw dla F-35, wymaga jego nieprzerwanego całodobowego działania. Jednak wybór dostawców poszczególnych elementów samolotu, poprzedzony był trzyletnim procesem oceny możliwości technologicznych potencjalnych kooperantów, którzy już na wstępie musieli być zdolni sprostać wymaganiom technologicznym i jakościowym stawianym przez proces produkcji F-35. Przystąpienie do programu produkcji nowego samolotu, wymagało często znaczących inwestycji ze środków zapewnianych niekiedy przez sam program, czasami przez rządy państw partnerskich, w innych zaś przypadkach przez same ubiegające się o możliwość udziału w programie przedsiębiorstwa. Dla celów produkcji samolotu V generacji, wszystkie jednak główne zakłady musiały zostać poddane daleko idącej modernizacji, robotyzacji i powiększeniu.
Z kluczowych systemów pokładowych Northrop Grumman dostarcza radar AESA i opto-elektroniczy system samoobrony przed pociskami i obserwacji zagrożeń, Lockheed Martin awionikę i system celowniczy, a BAE Systems zaś pakiet walki elektronicznej. Elementy skrzydeł i kadłuba produkowane są administrowanym przez Lockheed Martin zakładzie nr 4 w Fort Worth w Teksasie,  gdzie łączone są z produkowanymi przez Northropa Grummana w Palmdale w Kalifornii centralnymi częściami kadłuba oraz sekcją ogonową z zakładów BAE Systems Plc. w Samlesbury w Anglii
i centralną częścią skrzydeł z zakładów Lockheeda Martina w Marietta w Georgii. Montaż końcowy odbywa się w trzech centrach montażu końcowego (FACO), w Fort Worth w Stanach Zjednoczonych, Cameri we Włoszech oraz w Nagoi w Japonii. W Japonii F-35 montowane są w należącym do Mitsubishi Heavy Industries Komaki South F-35 Final Assembly and Check Out w Nagoi, we Włoszech natomiast montaż odbywa się zarządzanym przez Leonardo Aircraft Division FACO w Cameri w pobliżu Novary. Montaż w obu lokalizacjach nie ma charakteru produkcji licencyjnej, zakłady te korzystają natomiast w procesie montażu ze wsparcia technicznego Lockheed Martin, podlegają też nadzorowi ze strony rządu amerykańskiego. FACO w Cameri, która przewidywana była do montażu samolotów włoskich i holenderskich, planowana jest do pełnienia roli centrum utrzymania sprawności, napraw i remontów dla wszystkich europejskich F-35 po zakończeniu programu produkcyjnego.
Po zakończeniu montażu końcowego, ukończone samoloty kierowane są do pracowni pokrycia kadłubów powłoką RAM (Radiation-absorbent material), gdzie całość prac ze względów technologicznych i związanych ze stealth wymagań precyzji, jest całkowicie zautomatyzowana i przeprowadzana przez roboty. Po zakończeniu tego procesu, gotowe samoloty kierowane są do indywidualnego testowania ich skutecznej powierzchni odbicia (RCS) oraz do testów systemu paliwowego. W ostatnim etapie produkcji, gotowe maszyny kierowane są do testów w locie przed dostarczeniem ich odbiorcom, które przeprowadzane są przez pilotów przedsiębiorstwa oraz rządowych pilotów certyfikujących. Łączna zdolność produkcyjna F-35 została przez Lockheeda Martina ustalona na 150 maszyn rocznie do roku 2025 włącznie. W najważniejszym FACO programu w Fort Worth aż do końca LIRP 10 produkcja F-35 stopniowo wypierała prowadzoną w tym samym zakładzie produkcję F-16 Fighting Falcon, aż do czasu gdy Lockheed Martin podjął decyzję o całkowitym przeniesieniu produkcji F-16 do zakładu przedsiębiorstwa w Greenville w Południowej Karolinie.

### Testy
2 czerwca 2009 roku, Departament Obrony podpisał z korporacją Lockheed Martin umowę na produkcję 17 samolotów, w tym siedmiu dla United States Air Force, siedmiu dla US Marine Corps, dwóch dla Wielkiej Brytanii i jednego dla Holandii. Kontrakt opiewa na produkcję początkową LRIP (Low Rate Initial Production), o wartości 2,1 mld dolarów. Umowa jest trzecią umową LRIP związaną z F-35 – na podstawie dwóch pierwszych tego typu umów, Lockheed Martin zobowiązał się do produkcji 14 maszyn, z których pierwszą dostarczono USAF-owi w maju 2011 roku.
Program testów samolotów został przyspieszony w czerwcu 2010 roku. W wyniku tych testów, zażądano wprowadzenia 725 zmian konstrukcyjnych, z których do 2012 zaimplementowano 148. 12 marca 2008, podczas swojego 34 lotu, F-35A wykonał pierwsze w historii programu tankowanie w locie przez podajnik sztywny od samolotu cysterny KC-135. Pierwsze tankowanie w warunkach operacyjnych i z operatorem przewodu tankującego w służbie USAF odbyło się w maju 2011, z wykorzystaniem KC-135R 916 skrzydła lotnictwa rezerwy i F-35A z Edwards. 
18 marca 2010 F-35BF-1 wykonał pierwsze pionowe lądowanie na terenie bazy NAS Patuxent River, pierwsze pionowe lądowanie na otwartym morzu, na pokładzie okrętu desantowego USS Wasp (LHD-1) F-35BF-2 zaliczył 3 października 2011. 3 listopada 2014 roku F-35C numer CF-03 po raz pierwszy w toku programu wylądował na lotniskowcu (był to USS Nimitz (CVN-68)). Następnego dnia odbyły się pierwsze starty z lotniskowca. Był to początek cyklu testów haka, startów z użyciem katapulty, lądowań z użyciem liny hamującej i obsługi na pokładzie okrętu z użyciem dwóch F-35C (CF-03, CF-05). 13 listopada samoloty wykonały pierwsze operacje nocne z pokładu Nimitza.
Od jesieni 2012 do maja 2013 roku przeprowadzono testy lotu z dużym kątem natarcia i przeciągnięcia, w tym celu na egzemplarzu AF-4 zamontowano awaryjny spadochron. 9 maja 2013 roku do Eglin dostarczono pierwszy F-35A AF-25 w wersji Block 2A, którego oprogramowanie pozwala na korzystanie z sześciu kamer systemu EO-DAS, a interfejs dostarcza informacje meteorologiczne i pozwala na symulowanie walki powietrze-powietrze i zrzutu bomb. W połowie 2015 roku zaczęto dostarczać oprogramowanie Block 2B o kompletności 87%, które wprowadziło zdolności bojowe tj. bliskie wsparcie lotnicze (CAS), izolację lotniczą (AI) oraz walkę powietrzną. Umożliwiło to Piechocie Morskiej zgłosić wstępną gotowość operacyjną (IOC) w 2015 roku, z 4,5 letnim opóźnieniem. 
15 lutego 2013 oblatano pierwszy seryjny samolot dla marynarki (F-35CF-6). 22 lutego 2013 Pentagon uziemił całą flotę F-35 (51 samolotów) po tym, jak 19 lutego w egzemplarzu F-35A z Edwards wykryto pęknięcie łopatki turbiny niskiego ciśnienia w silniku P&W F135. 1 marca 2013 Pentagon zezwolił na wznowienie operacji lotniczych, za przyczynę pęknięć łopatek 3. stopnia w tylko jednym silniku uznano jego intensywną eksploatację w czasie testów. 13 czerwca 2014 roku wstrzymano loty wszystkich 97 dostarczonych samolotów do czasu ich przeglądu po tym jak 10 czerwca w jednym z egzemplarzy wykryto wyciek oleju z silnika z powodu awarii zaworu. 23 czerwca 2014 doszło do pożaru silnika w czasie lotu treningowego, spowodowanego tarciem łopat wirnika. Uszkodzenia były na tyle poważne, że samolot spisano ze stanu. Od września 2014 do marca 2015 roku F-35B BF-05 brał udział w testach zachowania instalacji w skrajnych warunkach pogodowych w laboratorium klimatyczne McKinley w bazie Eglin na Florydzie.
Montaż pierwszego samolotu dla Włoch rozpoczęto w FACO w Cameri pod koniec lipca 2013 z dostarczonych z USA podzespołów. Samolot oznaczony AL-1 oblatano 7 września 2015, a dostarczono 3 grudnia 2015. Z kolei 5 maja 2017 roku w FACO zaprezentowano pierwszy zbudowany poza Stanami Zjednoczonymi egzemplarz F-35B.
2 kwietnia 2015 roku przeprowadzono pierwszą próbną walkę manewrową F-35 z F-16 W czerwcu 2015 roku do publicznej wiadomości trafił pięciostronicowy raport pilota F-35 z którego wynika, iż w styczniu 2015 roku przeprowadzono symulowane walki powietrzne pomiędzy F-35 o oznaczeniu AF-02 oraz dwumiejscową wersją F-16D Block 40. Walki miały obejmować dynamiczne walki manewrowe pod dużymi kątami natarcia. Biorący udział w walkach F-35 nie miał żadnego uzbrojenia ani w wewnętrznych komorach, ani pod skrzydłami, co zmniejszyło masę samolotu, a w rezultacie zwiększyło osiągi. Do walki z F-35 wystawiono cięższą dwumiejscową, mniej dynamiczną wersję F-16 z dwoma zewnętrznymi zbiornikami paliwa, które generują bardzo duże opory (szacuje się, iż połowa paliwa zawartego w zbiornikach podwieszanych tracona jest na generowany przez nie opór). Mimo teoretycznej przewagi wynikającej z powyższej konfiguracji F-35 wypadł bardzo słabo. W raporcie pilot narzeka na zbyt małą prędkość kątową pochylania i słabe własności aerodynamiczne przy kątach natarcia wynoszących 20-26°. W czasie walk ofensywnych, F-35 siedząc na ogonie F-16, nie był w stanie ze względu na zbyt małą prędkość kątową dogonić F-16, który bez problemu pozostawał poza zasięgiem ognia z działka F-35. Przeciwnie, w trakcie walk defensywnych F-35 nie był w stanie uciec ścigającemu go F-16. Pilot określa walkę kołową w F-35 jako bezcelową. Jedynym sposobem na nawiązanie walki z F-16 było używanie manewrów pod wysokimi kątami natarcia przekraczającymi 30° i próbowanie namierzenia F-16 za pomocą pocisków powietrze-powietrze. Niestety w wyniku takich manewrów ze względu na rosnący gwałtownie opór indukowany samolot tracił bardzo dużo energii, w efekcie tracąc inicjatywę i kończąc walkę w pozycji defensywnej. Pilot narzeka również na zbyt duży hełm, który znacząco ograniczał swobodę ruchów i widoczność w czasie walki. Dodatkowo pilot określił F-35 jako znacznie ustępującego ciężkiemu dwumiejscowemu, wielozadaniowemu F-15E Strike Eagle’owi. Wspomniany pilot nie wspomniał jednak o fakcie softwarowego ograniczenia manewrowości AF-2 (drugiego kiedykolwiek wyprodukowanego egzemplarza F-35) na czas symulowanej walki do manewrów z przeciążeniem jedynie 7G, podczas gdy F-16 mógł manewrować z normalnym dla siebie przeciążeniem maksymalnym 9g. F-35 biorący udział w tej walce nie był wyposażony w pełnię oprogramowania instalowanego w seryjnych samolotach w tym w oprogramowanie misji, przez co nie mógł korzystać z pełnego spektrum swoich systemów rozpoznania, w tym zapewniającego pilotowi możliwość obserwacji w sferze 360° w każdej płaszczyźnie systemu Distributed Aperture System (DAS) oraz z ograniczonymi możliwościami wykorzystania radaru, pilot zaś nie był wyposażony w standardowy dysponujący pełnymi możliwościami hełm. Użyty do testu AF-2 nie był pokryty pokryciem absorbującym fale radarowe, nie był też wyposażony w oprogramowanie pozwalające pilotowi celować za pomocą ruchu uzbrojonej w hełm głowy. Według raportu Pentagonu, kilka innych symulowanych walk między w pełni wyposażonymi F-35 bez nałożonych na nie ograniczeń oraz F-16, zakończyło się całkowitym zwycięstwem F-35.

### Dalszy rozwój
F-35 powstał według architektury zaprojektowanej na początku XXI wieku, i choć wciąż jest jednym z najnowocześniejszych samolotów taktycznych na świecie, w związku z upływem czasu i przyszłymi wyzwaniami, niezbędna była jego modernizacja. Rolę tę spełnić ma unowocześnienie całej architektury elektronicznej samolotu określane mianem Technology Refresh 3 (TR3). TR-3 wzmacnia moc obliczeniową systemu, a także wprowadza nowy zestaw sensorów, ulepszone systemy walki elektronicznej, ulepszoną fuzję danych (sensor fusion) oraz systemy zwiększające możliwości współpracy z innymi platformami. Wprowadza m.in. dwudziestopięciokrotnie większą moc obliczeniową, zintegrowany rdzeń procesora, panoramiczny kokpit i bardziej zaawansowane moduły pamięci. Szczegóły ulepszeń w ramach TR-3 pozostają tajne, ujawniono jednak że unowocześnia całą sięgającą niemal 20 lat już architekturę elektroniczną systemu i umożliwia wprowadzenie kolejnych upgrade’ów w przyszłości.

#### F-35 Block 4
Wprowadzenie TR-3 niezbędne było dla wprowadzenia kolejnego unowocześnienia począwszy od serii produkcyjnej Lot 17, wprowadzającego nową wersję samolotu pod nazwą F-35 Block 4, które zastąpić mają dotychczasową wersję Block IIIF. Wersja ta (wraz z TR-3) wprowadza tak duże zmiany w samolocie, iż według wielu opinii konstrukcja ta powinna otrzymać zupełnie inną niż F-35 nazwę. Block 4 wprowadzić ma modernizację systemu DAS i EOTS, głęboką modernizację systemu walki elektronicznej oraz szereg innych zmian w zakresie hardwaru i oprogramowania. Samoloty Block 4 dysponują powiększoną wewnętrzną komorą uzbrojenia, z zapewnioną przestrzenią dla sześciu zamiast dotychczasowych czterech sztuk broni, co umożliwia przeprowadzanie szerszego zakresu misji. Zmiany oprogramowania samolotu umożliwiają integrację nowych rodzajów i modeli broni, w tym nuklearnych bomb grawitacyjnych
Z finansowego punktu widzenia, Block 4 stanowią jednak w 80% zmiany oprogramowania, w 20% zaś zamiany w zakresie hardware'u. Łącznie TR-3 i Block 4 wprowadzają 75 aktualizacji rozłożonych na kilka lat. Pierwszymi zagranicznymi odbiorcami wersji zawierającej zarówno Tech Refresh 3 jak i Block 4, mają być Polska, Finlandia i Belgia. Aktualny koszt programu TR-3 wynosi 1,5 miliarda dolarów, zaś obecne koszty upgrade'u Block 4 sięgnęły 15,14 miliarda dolarów.

### Serie produkcyjne
Low Rate Initial Production (niskoseryjna)
- LRIP 1: 2 F-35A (USAF) (dostawy w 2011)
- LRIP 2: 6 F-35A (USAF), 6 F-35B (USMC) (12 sztuk, dostawy 2011–2012)
- LRIP 3: 8 F-35A (7 USAF, 1 NLD), 9 F-35B (7 USMC, 2 UK) (17 sztuk, zamówione w 2009, dostawy 2012–2013)[82]
- LRIP 4: 11 F-35A (10 USAF, 1 NLD), 17 F-35B (16 USMC, 1 UK), 4 F-35C (32 sztuki, zamówione w 2010, dostawy 2012–2013)[113]
- LRIP 5: 22 F-35A (USAF), 3 F-35B (USMC), 7 F-35C (32 sztuki, zamówione w 2012, dostawy 2013–2014)[114]
- LRIP 6: 23 F-35A (18 USAF, 3 ITA, 2 AUS), 6 F-35B (USMC), 7 F-35C (36 sztuk, zamówione w 2013, dostawy 2014–2015)[115][116]
- LRIP 7: 24 F-35A (19 USAF, 3 ITA, 2 TUR), 7 F-35B (6 USMC, 1 UK), 4 F-35C (35 sztuk, zamówione w 2013, dostawy 2015–2016)[117][115][118]
- LRIP 8: 29 F-35A (19 USAF, 2 ITA, 4 JAP, 2 ISR, 2 NOR), 10 F-35B (6 USMC, 4 UK), 4 F-35C (43 sztuki, zamówione w 2014, dostawy 2015–2016)[119][120]
- LRIP 9: 41 F-35A (26 USAF, 7 ISR, 6 NOR, 2 ITA, 2 JAP), 12 F-35B (6 USMC, 6 UK), 2 F-35C (57 sztuk, zamówione w 2016[121], dostawy 2016-)[122]
- LRIP 10: 76 F-35A (44 USAF, 8 AUS, 6 ISR, 6 KOR, 6 NOR, 4 JAP, 2 TUR), 12 F-35B (9 USMC, 3 UK), 2 F-35C (USN) (90 sztuk[123][124], zamówione w 2017[125], dostawy 2018-[126])
- LRIP 11: 3 F-35A (USAF), 6 F-35B (USMC), 4 F-35C (13 sztuk, zamówione w 2016, dostawy w 2019)[127]
- LRIP 15: 129 sztuk, zamówione w sierpniu 2022 (49 F-35A, 3 F-35B, 25 F-35C dla USA, 48 F-35A i 4 F-35B dla pozostałych)[128].

Full Rate Production
- FRP-1: (107 sztuk)

### Cena jednostkowa
Wraz ze wzrostem wolumenu produkcji, koszt i cena jednostkowa samolotu stale maleje. W pierwszym zamówieniu (Lot 1) koszt jednej maszyny w wersji A wynosił $223 mln za sztukę. W zamówieniu Lot 5 cena spadła już do $107 mln za sztukę, Lot 10 odpowiednio $94,6 mln/szt, zaś w Lot 14 – $77,9 mln/szt, przy czym w najbliższych trzech latach przewidywany jest dalszy spadek ceny.

## Użytkownicy
W 2024 roku F-35 operował z 26 baz na świecie, 9 państw używa tych samolotów nad własnym terytorium. W służbie pozostaje około 1000 maszyn, w pełni przeszkolonych do używania tego samolotu zostało 2000 pilotów oraz 14 000 osób obsługi technicznej. Samoloty te spędziły dotąd ponad 850 000 godzin w powietrzu. Największymi użytkownikiem F-35 pozostają Stany Zjednoczone, maszyna ta już jednak stała się najpowszechniej używanym samolotem w NATO, z kolejnymi oczekującymi zamówieniami z wielu państw. Obok trzech rodzajów amerykańskich sił zbrojnych, do połowy 2024 roku samolot ten używany jest bądź został zamówiony przez lotnictwo 12 krajów europejskich – Belgii, Czech, Finlandii, Niemiec, Wielkiej Brytanii, Włoch, Holandii, Norwegii, Polski, Grecji i Szwajcarii, co czyni F-35 najpowszechniej używanym samolotem bojowym NATO oraz Unii Europejskiej. Poza Europą do grona nabywców należą Japonia, Kanada, Korea Południowa, Singapur i Izrael. We wrześniu 2024 zaakceptowany został zakup 32 F-35A przez Rumunię z opcją na zakup kolejnych 16..

### F-35 w polskich Siłach Powietrznych
Polskie Ministerstwo Obrony Narodowej uruchomiło program nowego samolotu myśliwskiego w 2018 roku, zaś dwa lata później dokonało wyboru samolotu F-35A dla polskich Sił Powietrznych i zaakceptowało amerykańską ofertę na 32 samoloty (Letter of Offer and Acceptance – LOA). 31 stycznia 2020 roku rząd Polski zawarł umowę na dostawę 32 samolotów konwencjonalnego startu i lądowania (CTOL) – F-35A. Polska zamówiła samoloty w wersji F-35A Block 4, będąc jednym z pierwszych krajów, obok Belgii i Finlandii, zamawiających te samoloty w ich najnowszej odmianie z zaimplementowanym upgradem Technology Refresh 3 (TR-3) oraz Block 4, znacząco przez to różniącej się od dotychczasowych F-35 używanych przez amerykańskie siły powietrzne. Podobnie jak Norwegia, Polska zamówiła samoloty wyposażone w spadochron hamujący. Polskie samoloty zostały zamówione za cenę 87,3 miliona dolarów za egzemplarz wraz z silnikiem.
W maju 2024 roku Ministerstwo Obrony Narodowej nadało maszynom lokalną nazwę F-35 Husarz. Dostawy samolotów zaplanowane zostały na lata 2023-2030, w partiach po sześć sztuk rocznie, przy czym pierwsze 16 zmontowane mają zostać w zakładzie w Fort Worth, pozostałe zaś w Cameri we Włoszech. Samoloty mają zastąpić w Siłach Powietrznych radzieckie Su-22 oraz MiG-29. F-35 dla Polski są pierwszymi samolotami 5. generacji, produkowanymi dla państw w Europy środkowo-wschodniej, ich zadaniem zaś ma być – obok standardowych zadań przewidzianych dla F-35 – stanowienie przeciwwagi dla rosyjskich Su-35 oraz Su-57. W latach 2024-2026 pierwsze Lightning II dla Polski, stacjonować będą w bazie lotniczej Gwardii Narodowej Ebbing w Fort Smith w stanie Arkansas, gdzie służyć będą do szkolenia polskich pilotów i instruktorów. W kolejnych latach, polskie F-35 operować mają z 32. Bazy Lotnictwa Taktycznego w Łasku oraz 21. Bazy Lotnictwa Taktycznego w Świdwinie.
Produkcja oznaczonej jako AZ-01 pierwszej maszyny dla Polski rozpoczęła się w 2023 roku w zakładzie montażu końcowego w Fort Worth w Teksasie. 7 sierpnia 2024 roku AZ-01 wszedł w finalną fazę produkcji i został przetoczony na własnych kołach z hali montażu do hali wyposażania, celem m.in. pokrycia go pochłaniającymi fale radarowe powłokami RAM. 28 sierpnia natomiast samolot AZ-01 o numerze seryjnym 3501 został oficjalnie zaprezentowany publicznie, w tradycyjnej dla zagranicznych odbiorców uroczystości w zakładzie nr 4 w Fort Worth. 2 grudnia 2024 roku drugi polski samolot oznaczony AZ-2 o numerze seryjnym 3502 odbył pierwszy lot testowy z lotniska przy zakładzie nr 4 w Fort Worth.

## Historia służby

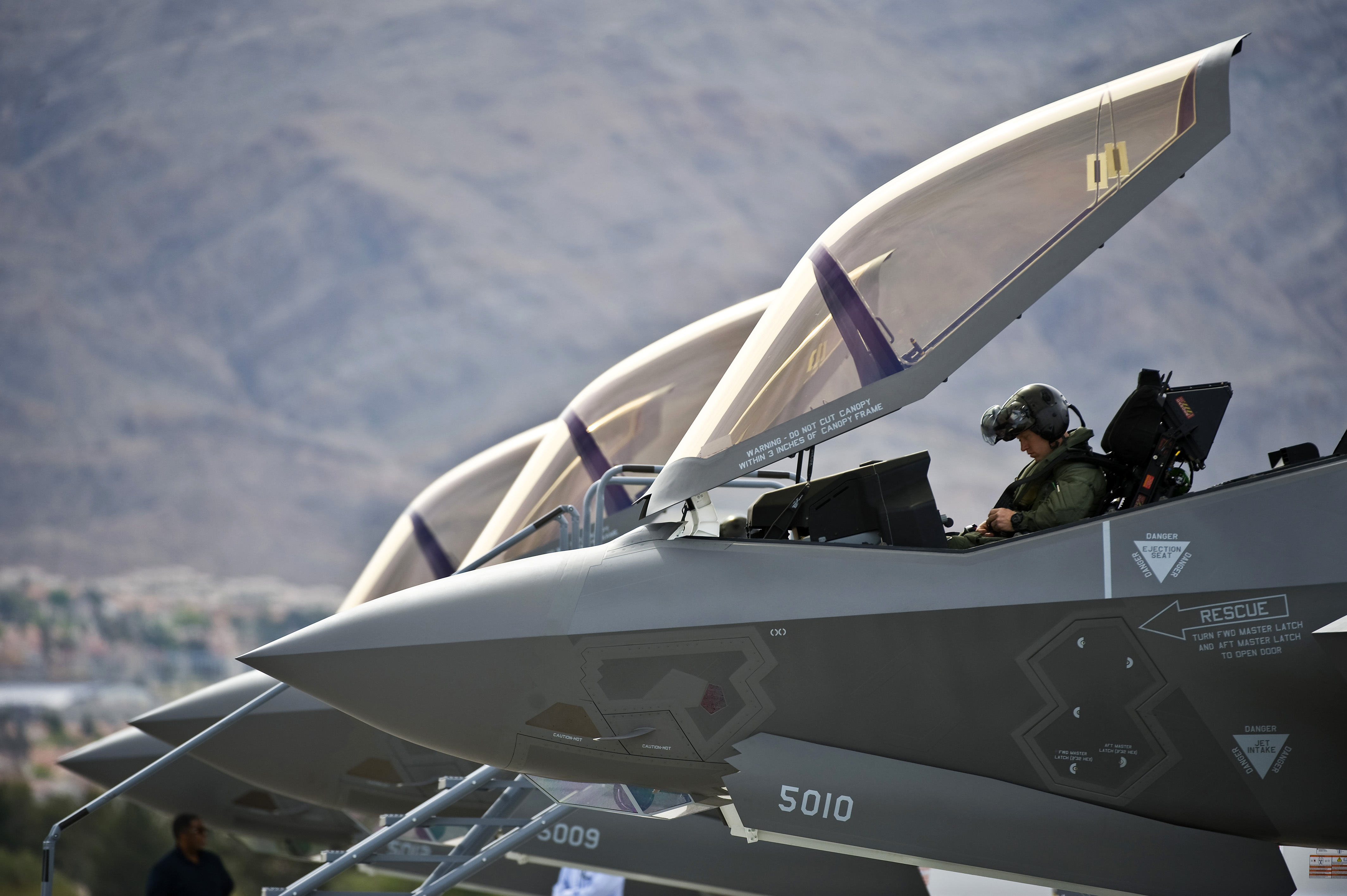
Lightningi II w bazie lotniczej Nellis, 2013 rok

2 sierpnia 2016 roku USAF ogłosił wstępną gotowość operacyjną swoich F-35A. Pół roku później – na przełomie stycznia i lutego 2017 roku – F-35A po raz pierwszy wzięły udział w ćwiczeniach Red Flag (edycja 17-1). Według udostępnionych informacji Lightningi II uzyskały w symulowanych walkach powietrznych wyniki 15:1. Nie ujawniono jednak, czy jest to dorobek samych F-35A, czy też całych formacji, w których skład wchodziły Lightningi II.
W marcu 2017 roku pojawiły się informacje, że F-35 mają już za sobą chrzest bojowy. Izraelskie F-35I miały jakoby przeprowadzić w styczniu 2017 roku – zaledwie miesiąc po odebraniu samolotów przez Siły Powietrzne Izraela – uderzenie na cel na terenie Syrii. Informacji tych oficjalnie nie potwierdzono. Eksperci uznają je za możliwe, ale mało prawdopodobne. Do chrztu bojowego F-35I doszło ponad rok później. W maju 2018 roku dowódca izraelskiego lotnictwa ujawnił, że F-35I brały udział w lotach bojowych na początku 2018 i dwukrotnie uczestniczyły w atakach na cele na terenie Syrii.
Samoloty wersji F-35B odbyły pierwszy lot bojowy 27 września 2018 roku – maszyny z okrętu desantowego USS Essex (LHD-2) zaatakowały talibów w Afganistanie. Następnego dnia inny samolot tej samej wersji rozbił się w pobliżu Marine Corps Air Station Beaufort; był to pierwszy tego rodzaju wypadek lotniczy w historii programu F-35.
W czerwcu 2021 poinformowano o osiągnięciu przez światową flotę F-35 400 tysięcy godzin nalotu, a w kwietniu 2022 roku – 500 tysięcy godzin. Po rozpoczęciu rosyjskiej inwazji na Ukrainę w 2022 roku amerykańskie, brytyjskie i holenderskie F-35 rozpoczęły loty patrolowe w celu wsparcia państw NATO Europy środkowo-wschodniej. Należy zaznaczyć, że czasie pokoju samoloty F-35 zazwyczaj wykonują loty z zamontowanymi reflektorami radarowymi w celu zwiększenia ich skutecznej powierzchni odbicia i tym samym ukryciem stopnia ich prawdziwych charakterystyk stealth.
9 i 10 listopada 2024 roku F-35C eskadry VMFA-314 piechoty morskiej przeprowadziły z pokładu lotniskowca USS „Abraham Lincoln” (CVN-72) serię uderzeń precyzyjnych na magazyny amunicji Houti w Jemenie, używanej do ataków na żeglugę na Morzu Czerwonym i Zatoce Adeńskiej. Operacja ta była debiutem bojowym samolotów w wersji „C”.

### F-35 w sytuacji geopolitycznej
Program F-35 zainicjowany został celem generacyjnego odmłodzenia flot powietrznych Stanów Zjednoczonych i Wielkiej Brytanii, raptownie pogarszajaca się sytuacja geopolityczna na świecie, w tym zwłaszcza inwazja Rosji na Ukrainę, wywołała jednak implikacje o charakterze globalnym. Bliskość teatru działań tej wojny do demokratycznych krajów Europy, przyciągneła zarówno nowe kraje europejskie do Sojuszu Północnoatlantyckiego, jak i nowych członków partnerstwa F-35. Od 24 lutego 2022 roku do jesieni 2024 roku, zamówienia na nowe F-35 złożyły nie uczestniczące dotąd w programie Finlandia, Szwajcaria, Niemcy i Czechy. Złożone przez te cztery kraje zamówienia na łącznie 154 samoloty, przewyższają maksymalną wielkość planowanej przez Lockheed Martin rocznej produkcji tego samolotu do roku 2025. W tym samym czasie na Bliskim Wschodzie Izrael przeprowadził za pomocą F-35 „Adair” cztery ćwiczenia symulowanych ataków na Iran, w tym przynajmniej jedno potwierdzone ćwiczenie ze specjalną bombą zaprojektowaną do ataku na umocnione irańskie ośrodki atomowe. Wyłonienie się Chin na światowej scenie geopolitycznej, połączone z jego ekspansją na obszarze Morza Południowochińskiego, zintensyfikowało proces unowocześniania swoich sił zbrojnych przez państwa tego obszaru, w tym zakupy F-35 przez Japonię i Koreę Południową, a także wybór F-35B przez Singapur, który staje się czwartym użytkownikiem tej wersji samolotu.
Z uwagi na jego właściwości taktyczne oraz na postrzeganie w tym rejonie zagrożenia ze strony Rosji, F-35 Lightning II stał się powszechnym samolotem w Europie, zwłaszcza w Europie Środkowej i Wschodniej, służąc na obszarze od krajów nordyckich aż do Morza Śródziemnego

### Niezawodność
Do października 2024 roku, wszystkim odbiorcom zostało dostarczonych 1040 F-35 trzech wersji – w tym wersji pokładowej, które wykonały dotąd 950 000 godzin nalotu. Mimo bardzo dużej złożoności i zaawansowania konstrukcji, samolot ten zachowuje status najbardziej niezawodnego i bezpiecznego samolotu, z wszystkich dotychczasowych samolotów IV i V generacji, w tym A-10 Thunderbolt II, F-15 Eagle i Strike Eagle, F-16 Fighting Falcon oraz F-22 Raptor. Dotychczasowe doświadczenia ich użycia, wskazują na średnio 1,6 wypadku na 100 000 godzin nalotu F-35, podczas gdy średnia wypadków F-16 Fighting Falcon wynosi 3,55 wypadku na 100 000 godzin, z jedynie jednym wypadkiem śmiertelnym, gdy pilot japońskiego F-35A poniósł śmierć w wypadku nad Oceanem Atlantyckim.